# كرد
الكُرْد أو الأكراد (بالكردية: کورد، Kurd) هم مجموعة عِرقية قبلية متنوعة تتركز أساسًا في منطقة كُردِستَان الواقعة في جبال زاغروس وشرق جبال طوروس، وهي اليوم أجزاء من شمال غرب إيران وجنوب شرق تركيا وشمال العراق. يعد الكُرد من العرق الآري، ويتحدثون اللغة الكردية وتفرعاتها، التي تنتمي إلى اللغات الهندوأوروبية.

شمس الكردي

بعد الحرب العالمية الأولى وتقسيم الدولة العثمانية، تقسمت أراضيها ذات الأغلبية الكردية بين تركيا والعراق، إضافة إلى وجود كردستان إيران وكردستان سوريا، مما جعل الكرد أقلية عرقية كبيرة في كل دولة. تعرضت الحركات الكردية للقمع من قبل إيران وتركيا وسوريا والعراق. يتضمن التاريخ الحديث للكرد العديد من عمليات الإبادة الجماعية والتمردات إلى جانب النزاعات المسلحة المستمرة في كردستان تركيا وكردستان إيران وكردستان العراق وكردستان سوريا، يتمتع الكرد في العراق بمناطق حكم ذاتي، بينما تواصل الحركات الكردية السعي إلى مزيد من الحقوق الثقافية والحكم الذاتي أو الاستقلال في إيران وسوريا وتركيا.
ينقسم الكرد قبليا ولغويا إلى مجموعات عديدة مثل الكرمانجيين (في تركيا) والكلهور والكوران (في إيران ومحافظة السليمانية) والسورانيين (في إيران ومحافظة السليمانية) والفيليين (في شمال شرق العراق) والخوارن (في إيران) وكل مجموعة لها لهجة خاصة بها. ذُكر اسم الأکراد في كتاب «صورة الارض» للمؤرخ العربي ابن حوقل عام 977م في خريطة توضح منطقة إقليم الجبال شمال العراق.
تتباين تقادير أعداد الكرد بحسب المصدر. يقدر المعهد الكردي في باريس أعدادهم بما يتراوح بين 30 و45 مليون نسمة ويعيشون اليوم بالإضافة إلى منطقة كردستان، في جيوب خارجية في وسط الأناضول وخراسان والقوقاز، ومجتمعات شتات كبيرة في مدن غرب تركيا (وخاصة إسطنبول) وأوروبا الغربية (وخاصة ألمانيا).

## التسمية

### أصل التسمية
الأصول الدقيقة لاسم كرد غير واضحة. سُجِّلَتْ الأسماء الأساسية في اللغة الآشورية باسم كاردو وفي العصر البرونزي الأوسط السومرية باسم «كار-دا». تشير الكلمة الآشورية «كاردو» إلى منطقة في حوض نهر دجلة العلوي، ويفترض أنها تنعكس في شكل فاسد في اللغة العربية الفصحى ٱلْجُوْدِيّ، أعيد تبنيها بالكردية كـCûdî. استمر الاسم عنصرًا أوليًا في الاسم الجغرافي كوردوين، الذي ذكره زينوفون باعتباره القبيلة التي عارضت تراجع عشرة آلاف عبر الجبال شمال بلاد ما بين النهرين في القرن الرابع قبل الميلاد.

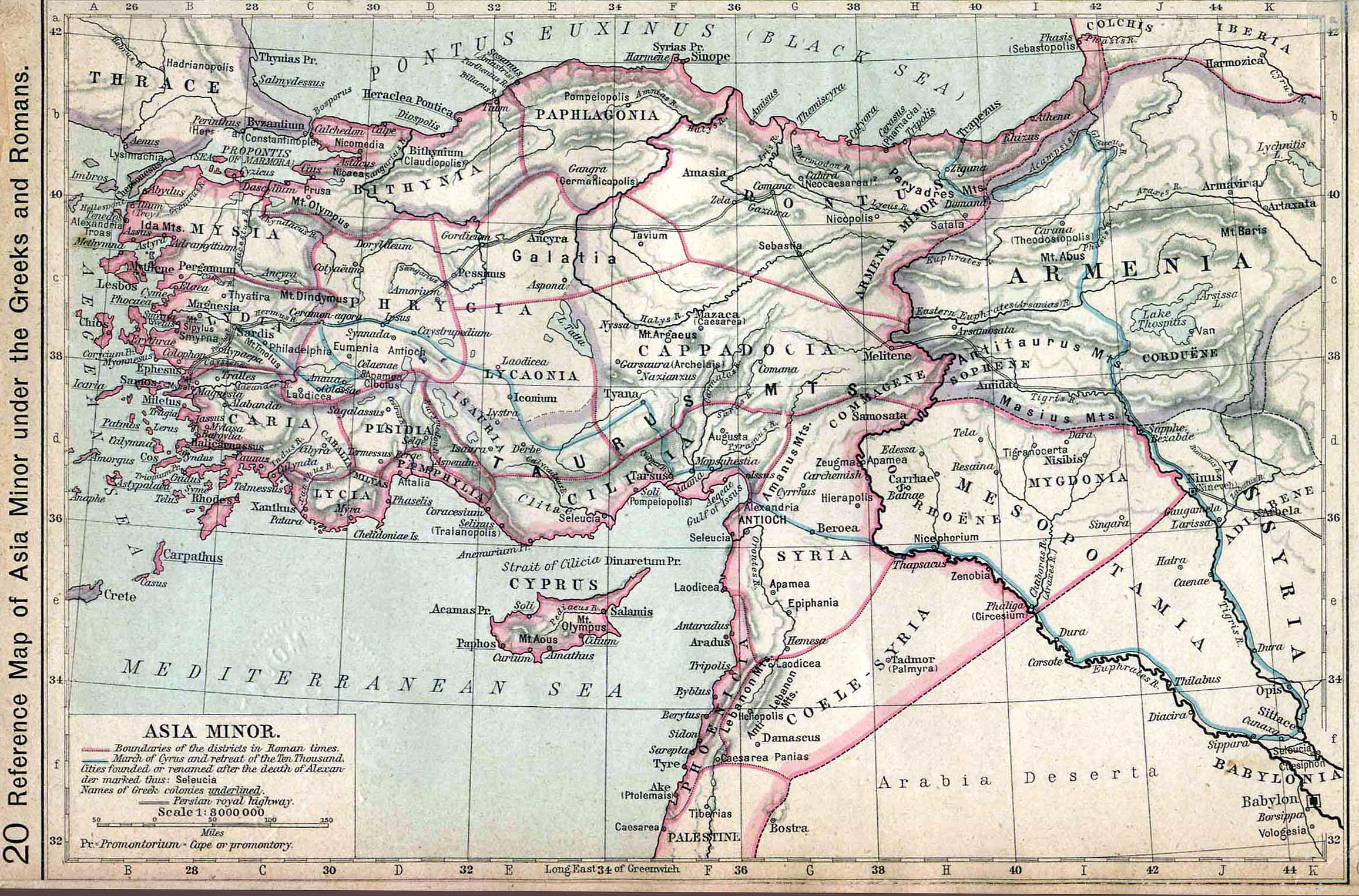
خريطة توضح مملكتي كوردوين وحدياب في القرون الأخيرة قبل الميلاد. يُظهر الخط الأزرق الرحلة الاستكشافية ثم تراجع العشرة آلاف عبر كوردوين عام 401 قبل الميلاد.

اقترح العلماء نظريات مختلفة عن أصل الاسم كردي. وفقًا للمستشرق الإنجليزي غودفري رولز دريفر، فإن المصطلح كرد يرتبط بالكردة السومرية التي عُثِر عليها من الألواح الطينية السومرية من الألفية الثالثة قبل الميلاد، بينما وفقًا لعلماء آخرين، لكنها تسبق الفترة الإسلامية على كل حال، باعتبارها يُشتق في النهاية من اسم مكان قديم أو اسم قبلي، إما من اسم كرتي أو كوردوين.
مصطلح «كُرد» ذكر لأول مرة في المصادر العربية للقرن الأول من العصر الإسلامي. يبدو أن هذا المصطلح يشير لمجموعة متنوعة من الرعاة البدو أو مجموعة من وحدات سياسية بدلًا من أن يشير إلي مجموعة لغوية. كتب العصر الإسلامي المبكر- بما في ذلك تلك التي تحتوي على الأساطير: كالشاهنامة وكارنامك أردشير بابكان وغيرها من المصادر الإسلامية المبكرة- تقدم أول الشهادات لمصطلح «كرد».
في الوثائق الفارسية الوسطى مصطلح «الكردي» ببساطة يشير للبداوة ولساكني الخيم ويمكن تعميم هذ المصطلح على أي مجموعة عرقية إيرانية لها صفات مماثلة. وفي المصادر الإسلامية المبكرة الفارسية والعربية أصبح مصطلح كردي مرادفًا لخليط من القبائل البدوية الإيرانية والقبائل والمجموعات المتأيرنة (Iranicized) بدون أي صلة بأي للغة إيرانية.
الكُرد بهذا المصطلح شعب معروف في التاريخ الإسلامي من الشعوب الآرية "أخوة الفرس والطاجيك والأفغان" يسكن هذه البقاع نفسها ولقد ذكرهم عدد كبير من المؤرخين، ووصفهم بالقوة والبأس الشديد، الرحالة ابن بطوطة عند زيارته لمدينة أربيل وما جاورها.
حسب شريف خان بيدليسي هناك أربعة تقاسيم للأكراد. لوري وكرمنجي وكلهر وغوراني. وفقًا لفلاديمير مينورسكي فقط الكرمنجي وربما كلهر تصنف تحت الكردية لأن اللوري والغوراني نظرًا لأسباب لغوية وعلم الأعراق البشرية بعيدتان عن الكردية ولايمكن تصنيفها كردية.

### الخلاف
هناك خلاف في تسمية الكرد وخصوصا في اللغة العربية:
- كُرد: نجده في الكتب العربية القديمة ككتاب مروج الذهب للمسعودي (القرن الرابع الهجري)، حيث نجد بابًا اسمه «أصل الكرد»، غير أن المسعودي يستخدم كلمة «الأكراد» أيضا.[52]
- كورد: بعد فترة احتلال العراق عام 2003م، بدأت تظهر كتابة جديدة وهي كورد باضافة حرف الواو؛ تفاديًا للفظ الكلمة كُرد من قبل البعض بكسر الكاف حيث لا تكتب الضمة -غالبًا- في الكتابة الحديثة.[بحاجة لمصدر] استنادا إلى هذه الكتابة تكتب كوردستان بواو زائدة أيضا.
- أكراد: أكراد جمع كردي (قياسًا على أتراك جمع تركي) ولكن بعض القوميين الأكراد يعترض على هذا المصطلح بادّعاء أن من يستخدم هذا المصطلح (وزن أفعال) يقصد انتقاص الكرد مستدلًا ببيت من ألفية ابن مالك: «أفعِلة أفعُل ثمَ فِعلة ثمّت أفعَالٌ جُموع قِلّة».[53]

## الأصول
| تاريخ كردي |
| ---------- |
| جوتيوم     |
| مانيون     |
| ميديون     |
| كاردوخيون  |
| هزوانيون   |
| شداديون    |
| حسنويون    |
| عنازيون    |
| مروانيون   |
| أيوبيون    |
| بدليسيون   |
| أردلانيون  |
| بهدينانيون |
| سورانيون   |
| بابانيون   |

الشعب الكردي من أصول يجمع بين عدد من المجموعات القبلية أو الإثنية الآرية السابقة بما في ذلك شعب جوتي، ميديون، لولوبي، كورتي، كاردوتشي.
الكرد من الشعوب الإيرانية، موطنها المنطقة الجبلية في الشرق الأوسط، والتي تعرف بكردستان، الشعوب الإيرانية مصطلح يختلف عن المواطنين في حدود دولة إيران، ينتشرون على مدى الهضبة الإيرانية بدءًا من هندوكوش إلى وسط الأناضول، ومن آسيا الوسطى إلى الخليج العربي وهي المنطقة التي يطلق عليها أحيانًا إيران العظمى. وأول من عرفهم في المنطقة هم الميتانيون، الذين أسسوا مملكة في شمال سوريا بعد خمسة قرون من سقوط جوتيوم. الميتانيون قد تحدثوا بلغة هندو آرية. كما ساهموا في التولد العرقي الكردي  إلى حد ما، على الأقل وراثيًا.

### النظريات
تختلف النظريات في أصل الكُرد:
- بعض المؤلفات تعرف الكرد على أنهم «بدو الفرس»، كما أورد الطبري وابن خلدون في المقدمة.[62]
- الأكراد في الأصل من العرب، وهذا ما ذهب إليه ابن عبد البر في كتابه «القصد والأمم» أن «الأكراد من نسل عمرو مزيقيا بن عامر بن ماء السماء وأنهم وقعوا إلى أرض العجم فتناسلوا بها وكثر ولدهم فسموا الأكراد».[63]

وقد قال الشاعر في هذا: 
.
- يقول محمد أمين زكي (1880 - 1948) في كتابه «خلاصة تاريخ الكرد وكردستان» أن هناك طبقتان من الكرد، الطبقة الأولى، ويرى انها كانت تقطن كردستان ويسميها «شعوب جبال زاكروس»، ويقول بأن شعوب لولو، كوتي، كورتي، جوتي، جودي، كاساي، سوباري، خالدي، ميتاني، هوري (أو حوري)، نايري، هي الأصل القديم جدًا للشعب الكردي. والطبقة الثانية: هي طبقة الشعوب الهندو-أوروبية التي هاجرت في القرن العاشر قبل الميلاد، وهم الميديون والكاردوخيون، وامتزجت مع شعوبها الأصلية ليشكلا معًا الأمة الكردية.
- ذكر المؤرخ اليوناني زينفون (427 - 355) قبل الميلاد في كتاباته شعبًا وصفهم «بالمحاربين الأشداء ساكني المناطق الجبلية»، وأطلق عليهم تسمية كاردوخ التي تتكون من كارد مع لاحقة الجمع اليونانية القديمة «وخ»، وهم الذين هاجموا الجيش اليوناني أثناء عبوره للمنطقة عام 400 قبل الميلاد، وكانت تلك المنطقة استنادًا لزينفون جنوب شرق بحيرة وان الواقعة في شرق تركيا . ولكن بعض المؤرخين (مثل محمد أمين زكي) يعتبرون الكوردوخيين شعوبًا هندو-أوروبية انضمت لاحقًا إلى الشعب الكردي الذي يرجع جذوره إلى شعوب جبال زاكروس التي هي ليست هندو-أوروبية.
- من ناحية علم الأنثروبولوجيا التقليدية يرى العلماء أن الكُرد بغالبيتهم العظمى ينتمون إلى عنصر الأرمنويد.[بحاجة لمصدر]

## التاريخ

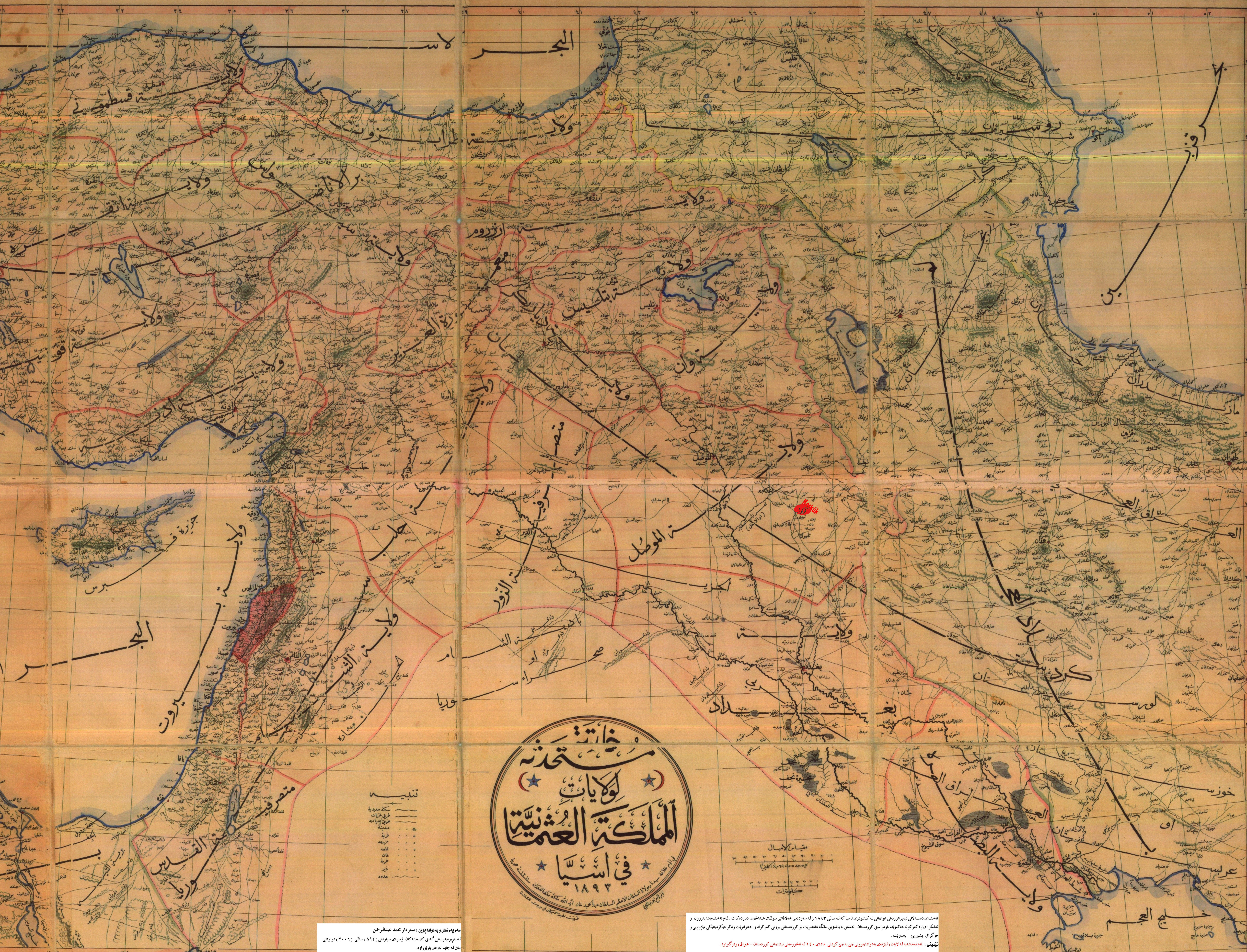
خريطة من عهد عبد الحميد الثاني، تُظهر أراضي الدولة العثمانية في الشرق الأوسط، في منتصف الخريطة تظهر منطقة «کردستان».

### العصور القديمة
تم ذكر «أرض كاردا» على لوح من الطين السومري يعود تاريخه إلى الألفية الثالثة قبل الميلاد. كان يسكن هذه الأرض «شعب سو» الذين سكنوا في المناطق الجنوبية لبحيرة وان. العلاقة اللغوية بين «كرد» و«كاردا» غير مؤكدة لكن العلاقة تعتبر ممكنة. تشير ألواح الطين السومرية الأخرى إلى الناس الذين عاشوا في أرض كاردا، باسم كردوتشي (كاردوتشي، كاردوتشوي) والكرتي. يرتبط كاردا / كاردو أصلًا بالمصطلح الآشوري أورارتو والمصطلح العبري أرارات. ومع ذلك لا يعتقد بعض العلماء المعاصرين أن كاردوتشي مرتبطون بالكرد.

#### الحوريون (العصر البرونزي،الشرق الأدنى القديم)

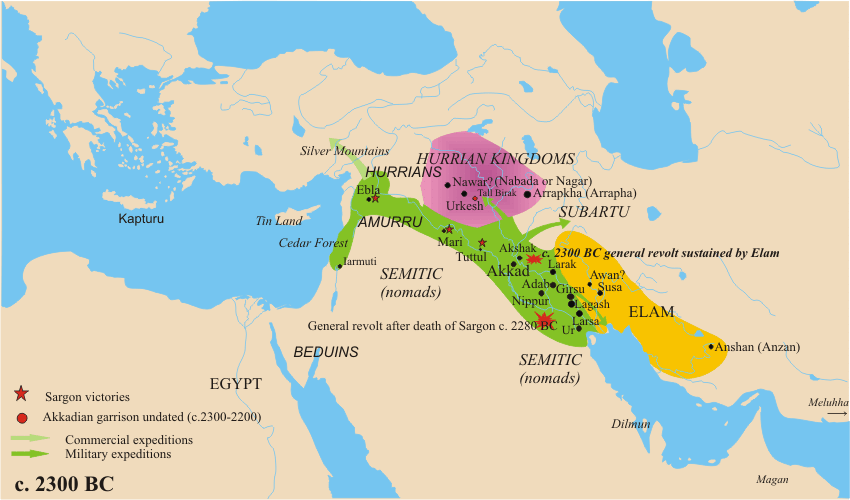
المساحة التقريبية للاستيطان الحوري في العصر البرونزي المتوسط موضحة باللون الأرجواني.

الحوريون أو الهوريون كانوا من سكان الشرق الأدنى من العصر البرونزي، ومتحدثي اللغات الحورو-أورارتية تسمى اللغة الحورية وعاشوا في الأناضول وسوريا وشمال بلاد ما بين النهرين. كانت مملكة ميتاني أكبر أمة حورية وأكثرها نفوذًا، وغالبًا تكون الطبقة الحاكمة فيها من المتحدثين لغات هندوإيرانية. شمل سكان الإمبراطورية الحيثية الناطقة باللغة الهندية الأوروبية في الأناضول عددًا كبيرًا من الحوريين، كما هناك تأثير حوري كبير في الأساطير الحيثية. بحلول العصر الحديدي المبكر، كان الحوريون قد اندمجوا مع شعوب أخرى. الكرد والأرمن الحاليون هم مزيج من المجموعات الهندوأوروبية مع الحوريين والأورارتيين.

#### الجوتيون
جوتي (بالكردية: Gutî) أو الكوتيين، كوتي، كورتي شعب قديم استوطن جبال زاكروس في القرن 22 قبل الميلاد في عهد الأكديين وهي من الشعوب الهندوأوروبية. وطنهم كان يُعرف باسم جوتيوم (بالسومرية: 𒄖𒌅𒌝𒆠,Gu-tu-umki أو 𒄖𒋾𒌝𒆠,Gu-ti-umki).

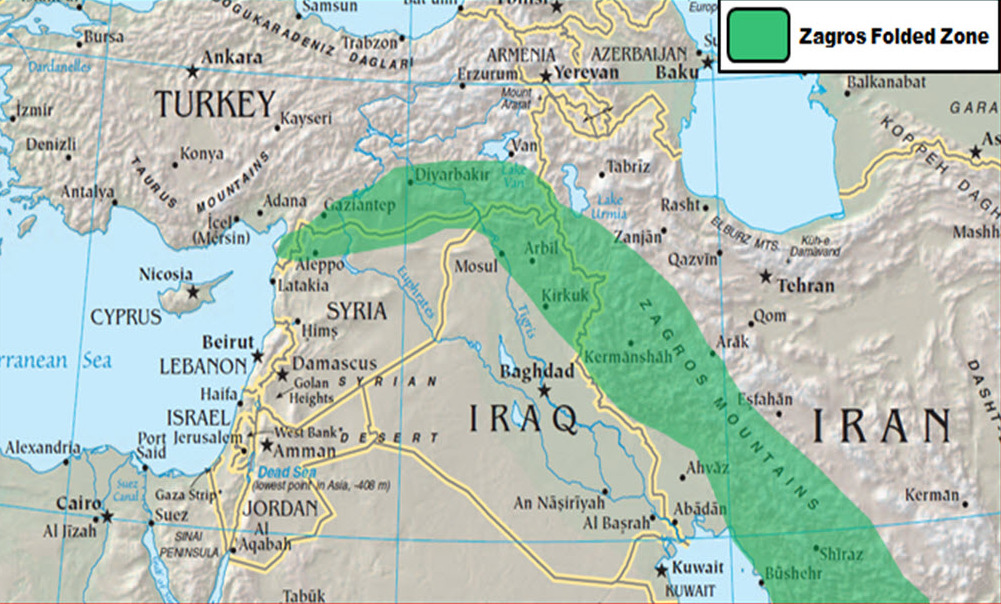
خريطة امتداد سلسلة جبال زاغروس

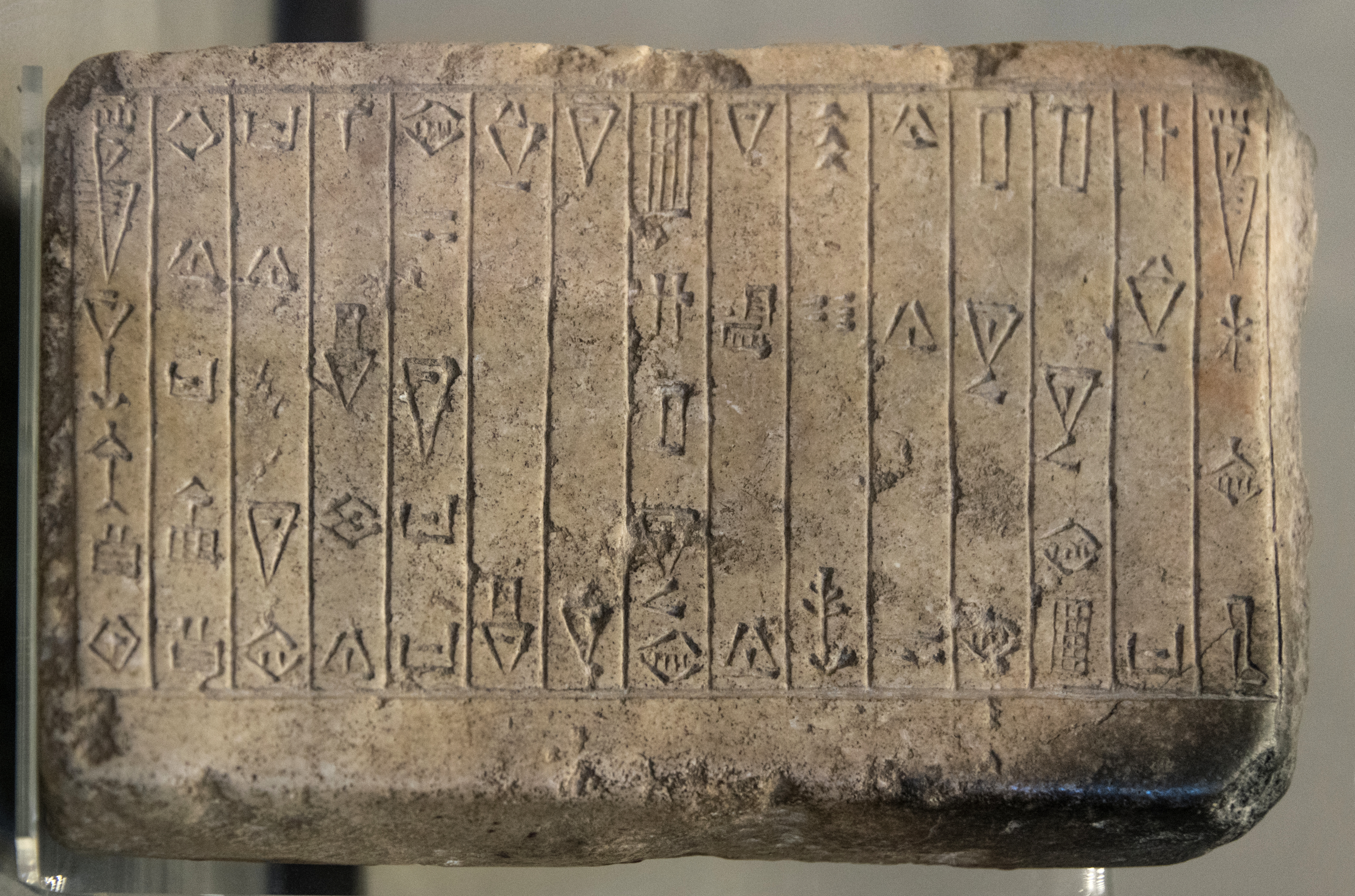
قرص اللوغالاناتوم السومري، يظهر "جوتيوم"

#### الميديون (القرن الحادي عشر ق م-549 ق م)

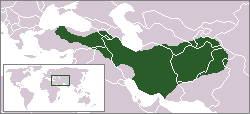
الإمبراطورية الميدية بالقرن السادس قبل الميلاد.

الميديون كانوا أقوام زاغروس قديمًا، التي ينحدر منها الشعب الكردي وكان موطنهم حسب الجغرافية الحالية تشمل كردستان وكردستان الحمراء ومنطقة كاردو. حكموا الإمبراطورية الميدية قرابة 129 عام، إلى سقوط الإمبراطورية على يد كورش الكبير، ليحل مكانهم الأخمينيين وهم أيضًا من الشعوب الآرية. تميزت بداية التقويم الكردي بمعركة نينوى، غزو الآشوريين من قبل الميديون والبابليين عام 612 قبل الميلاد، حدث تاريخي في تاريخ الكرد يقابل تقريبًا إقامة إمبراطورية ميديا.

#### الكاردوخيون (القرن الرابع قبل الميلاد)
كاردوخ (بالكردية: کاردۆخ، Kardox) بالعربية باقردا «كوردوين» أو كاردو كانت تسمية لمنطقة جغرافية تاريخية في شمال ما بين النهرين. كما كانت إقليم تقع موقعها حاليًا في جنوب شرق الأناضول، جنوب بحيرة وان إلى غرب مدينة ديار بكر وشمال شرق مدينة هكاري. احْتَلَّ الإمبراطور الروماني بومبيوس الكبير (106 - 48 قبل الميلاد) الإقليم بالقرن الأول، وأصبحت إقليم روماني تحت مسمى «كوردوين».

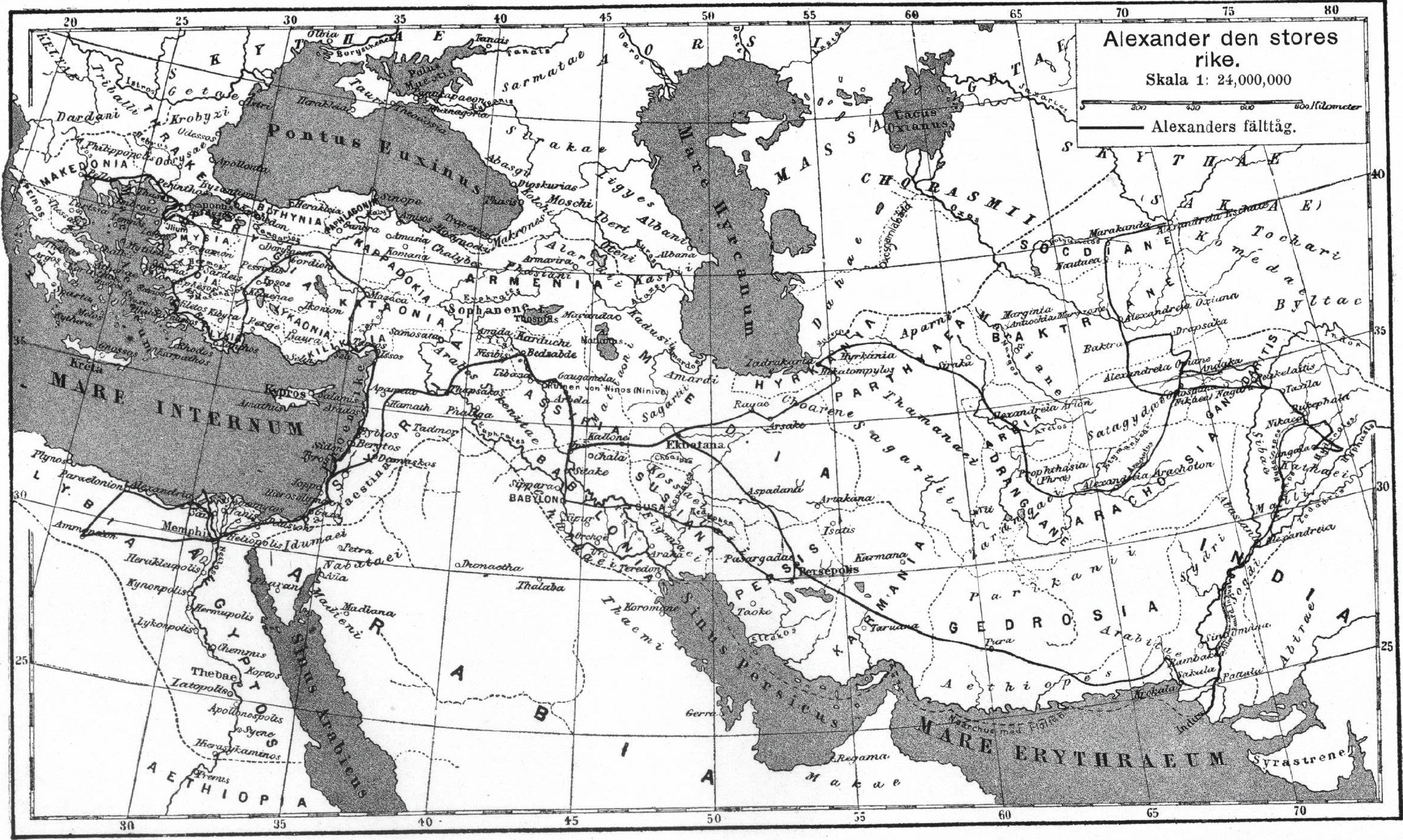
كردستان القديمة باسم "كاردوتشي"، خلال إمبراطورية الإسكندر الأكبر، القرن الرابع قبل الميلاد

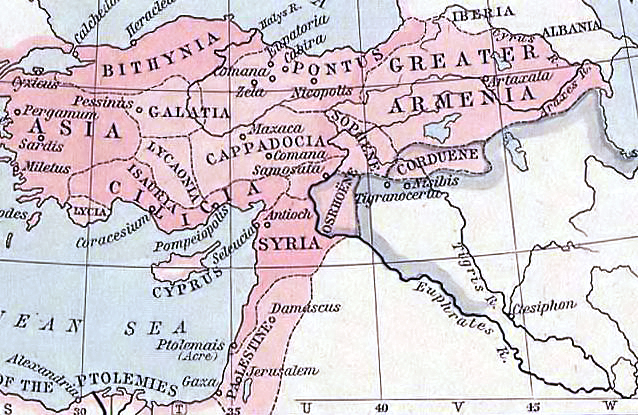
60 قبل الميلاد مملكة كوردوين

ذكر المؤرخ اليوناني كسينوفون (427 - 355 قبل الميلاد) في كتاباته شعبا وصفهم «بالمحاربين الأشداء ساكني المناطق الجبلية» وأطلق عليهم تسمية الكاردوخيين الذين هاجموا الجيش الروماني أثناء عبوره للمنطقة عام 400 ق م، وكانت تلك المنطقة استنادًا لزينوفون جنوب شرق بحيرة وان الواقعة في شرق تركيا. ويعتبر الكاردوخيين من أسلاف الشعب الكردي، إلا ان بعض المؤرخين ومنهم المؤرخ الكردي محمد أمين زكي (1880 - 1948) في كتابه «خلاصة تاريخ الكرد وكردستان» يعتبر الكاردوخيين شعوبا هندوأوروبية انضموا إلى الشعب الكردي الذي كان موجودا قبل الكاردوخيين بفترة طويلة، وهم شعوب «لولو، كوتي، كورتي، جوتي، جودي، كاساي، سوباري، خالدي، ميتاني، هوري، نايري».
كيانات أخرى
تشكلت عدة دول كردية وكانت حدود ومدى استقلالية هذه الدول تتفاوت حسب التحالفات والضغوط الخارجية والصراعات الداخلية ومن الأمثلة على هذه الدول:
- الدولة الحسنوية البرزيكانية
- الدولة الشدادية
- الدولة الدوستكية المروانية
- الدولة العنازية
- الدولة الاردلانية
- الدولة السورانية
- الدولة البهدينانية
- الدولة البابانية

### فترة العصور الوسطى

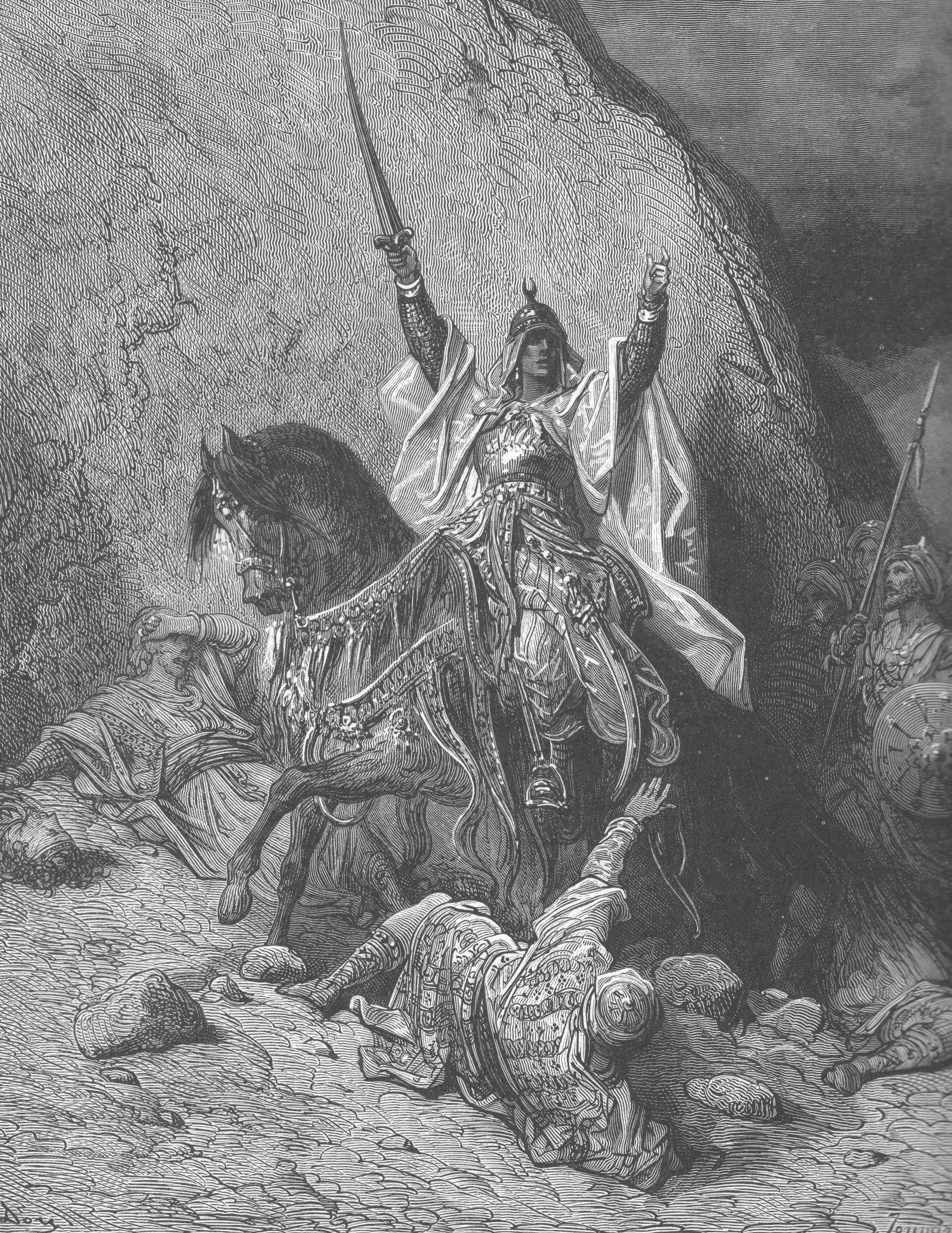
صلاح الدين يوسف بن أيوب، أو صلاح الدين، مؤسس الدولة الأيوبية في الشرق الأوسط

تستخدم المصادر السريانية المبكرة مصطلحات هورداناي، كورداناي، كورداي للإشارة إلى الكرد. وفقا لميخائيل السرياني، انفصل هورداناي عن طايع العرب وسعى للجوء مع الإمبراطور البيزنطي ثيوفيلوس. يذكر أيضًا القوات الفارسية التي قاتلت ضد زعيم موسى هورداناي في منطقة كاردو عام 841. وفقًا لبارهبريوس، ظهر ملك للكوردانيين وتمردوا ضد العرب عام 829. اعتبرهم مايكل السوري وثنيًا، أتباع المهدي وأتباع المجوس. أطلق مهديهم على نفسه اسم المسيح والروح القدس.
في أوائل العصور الوسطى، ظهر الأكراد بشكل متقطع في المصادر العربية، على الرغم من أن المصطلح لا يزال غير مستخدم لشعب معين. وبدلًا من ذلك، أشار إلى مزيج من القبائل الإيرانية الغربية البدوية، التي كانت متميزة عن الفرس. ومع ذلك، في العصور الوسطى العليا، تجسدت الهوية العرقية الكردية تدريجيًا، حيث يمكن للمرء أن يجد دليلًا واضحًا على الهوية العرقية الكردية والتضامن في نصوص القرنين الثاني عشر والثالث عشر، على الرغم من أن المصطلح لا يزال يستخدم أيضًا بالمعنى الاجتماعي. منذ القرن الحادي عشر وما بعده، تم تعريف مصطلح كرد بشكل صريح على أنه اسم عرقي، وهذا لا يوحي بالترادف مع فئة الإثنوغرافيا البدو. كتب الطبري أنه في عام 639، حارب هرمزان، وهو جنرال ساساني ينحدر من عائلة نبيلة، ضد الغزاة الإسلاميين في خوزستان، ودعا الأكراد إلى مساعدته في المعركة. ومع ذلك، تم هزيمتهم وإخضاعهم تحت الحكم الإسلامي.

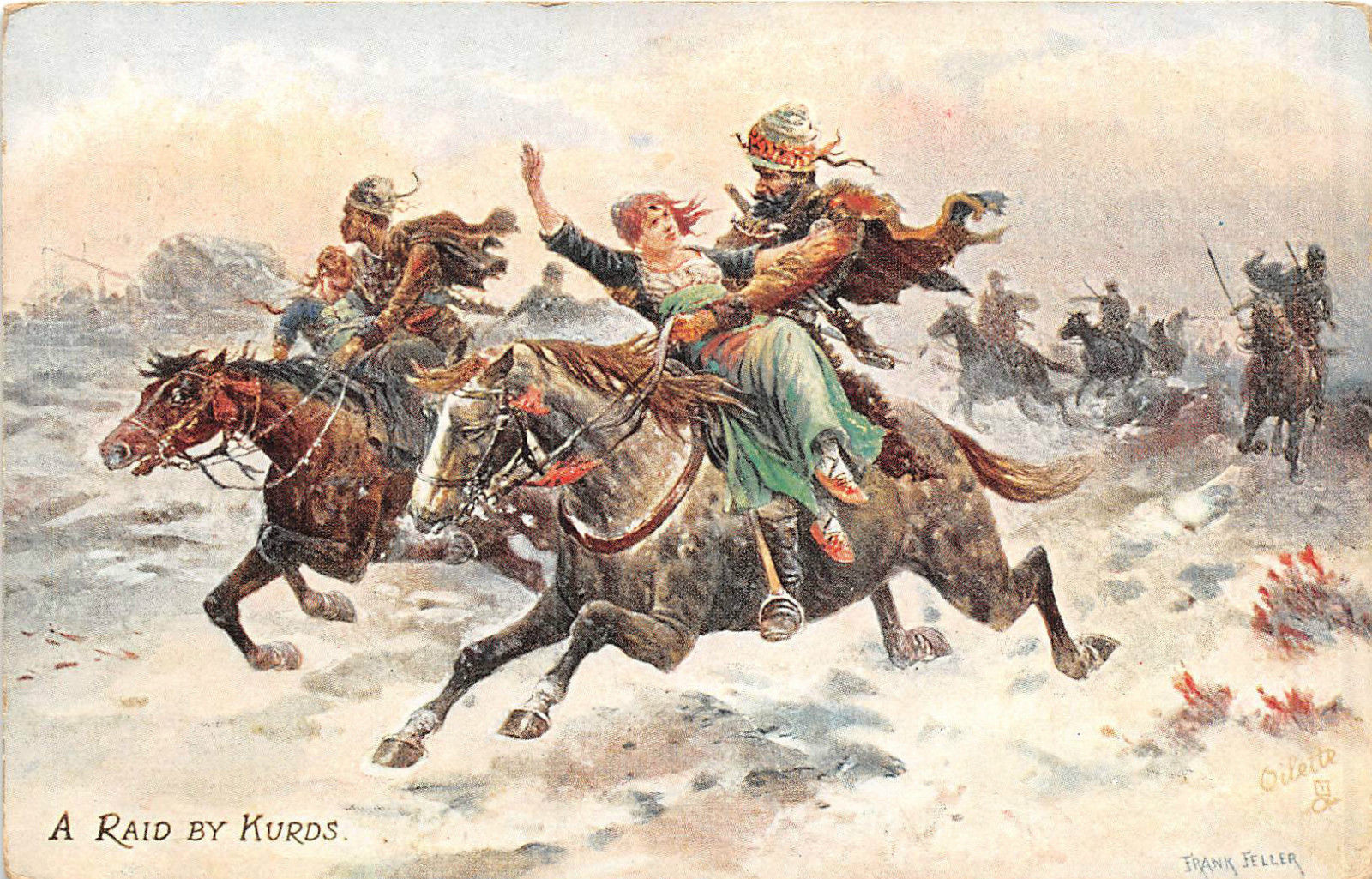
المحاربون الكرد بقلم فرانك فيلر

في عام 838، ثار زعيم كردي مقيم في الموصل، اسمه جعفر الداسني، ضد الخليفة المعتصم الذي أرسل القائد إيتاخ لمحاربته. لقد فاز إيتاخ بهذه الحرب وأعدم العديد من الأكراد. في نهاية المطاف، غزا العرب المناطق الكردية وقاموا تدريجيًا بتحويل غالبية الأكراد إلى الإسلام، وغالبًا ما دمجهم في الجيش، مثل الحمدانيين الذين تزاوج أفراد أسرهم أيضًا في كثير من الأحيان مع الأكراد.
في عام 934، تأسست سلالة البويهيين الديلمية، ثم احتلوا معظم إيران والعراق الحالية. خلال حكم هذه السلالة، أسس الزعيم الكردي والحاكم بدر بن حسنويه نفسه كواحد من أهم أمراء ذلك الحين.
في القرنين العاشر والثاني عشر، تأسست عدد من الأمارات والسلالات الكردية التي حكمت كردستان والمناطق المجاورة:
- حكم الشداديون (951-1174) أجزاءً من أرمينيا الحالية وآران.[97]
- حكم الروادية (955-1221) أذربيجان (إيران).[98]
- حكم الحسنويون (959-1015) غرب إيران وبلاد ما بين النهرين.[99]
- حكم المروانيون (990-1096) شرق الأناضول.[100]
- حكم العنازيون (990-1117) غرب إيران وبلاد ما بين النهرين (خلف الحسنويون).[101]
- حكم الهزارة (1148-1424) جنوب غرب إيران.[102]

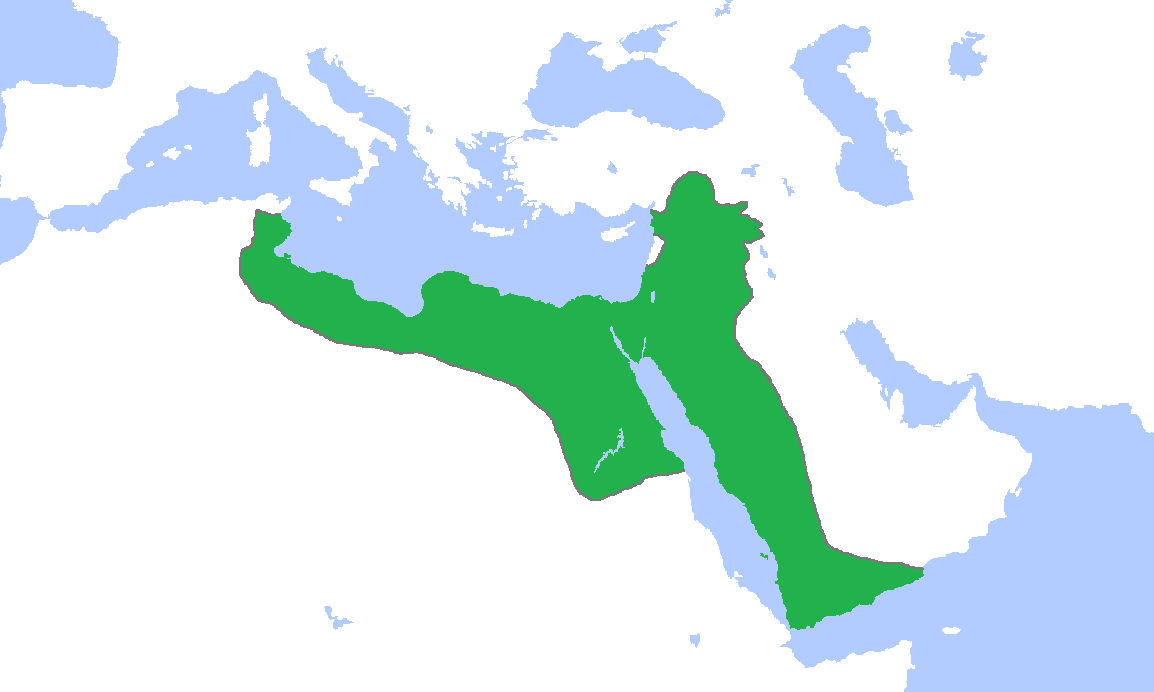
كانت السلالة الأيوبية سلالة مسلمة كردية أسسها صلاح الدين.

  - حكم الأيوبيون (1171-1341) مصر وسوريا وبلاد ما بين النهرين وأجزاء من جنوب شرق الأناضول وشبه الجزيرة العربية.[103] كانت السلالة الأيوبية سلالة مسلمة كردية أسسها صلاح الدين.بسبب الغزو التركي للأناضول، انهارت السلالات الكردية في القرن الحادي عشر واندمجت مع سلالة السلاجقة.[104] ساهم الكرد فيما بعد بأعداد كبيرة في جيوش الزنكيون. بعد الزنكيين، شكل الأيوبيون الكرد أنفسهم عام 1171، أولًا تحت قيادة صلاح الدين الأيوبي. قاد صلاح الدين المسلمين لاستعادة مدينة القدس من الصليبيين في معركة حطين. كثيرا ما اصطدم مع الحشاشون. استمرت السلالة الأيوبية حتى عام 1341 عندما سقطت السلطنة الأيوبية في أيدي الغزوات المغولية.

### الفترة الصفوية
تشكلت السلالة الصفوية، التي فرضت عام 1501 حكمها على الأراضي الكُرديّة. السلالة الأبوية لهذه العائلة لها جذور كردية، تعود إلى فيروز شاه زرين كلاه، أحد الشخصيات البارزة التي انتقلت من كردستان إلى أردبيل في القرن الحادي عشر.
كانت معركة جالديران في عام 1514 والتي بلغت ذروتها فيما يُعرف اليوم بـ مقاطعة أذربيجان الغربية، بداية الحروب العثمانية الفارسية بين الصفويين الإيرانيين (والسلالات الإيرانية المتعاقبة) والعثمانيون. على مدى الـ 300 عام التالية، وجد العديد من الكرد أنفسهم يعيشون في مناطق كانت تنتقل كثيرًا بين تركيا العثمانية وإيران خلال سلسلة الحروب العثمانية الفارسية التي طال أمدها.
أخمد الملك الصفوي إسماعيل الأول (حكم من 1501-1524) تمردًا إيزيديًا استمر من 1506 إلى 1510. بعد قرن من الزمان، وقعت معركة ديمديم لمدة عام، حيث نجح الملك الصفوي عباس الأول (حكم 1588-1629) في إخماد التمرد بقيادة الحاكم الكردي أمير خان لبزين. بعد ذلك تم ترحيل العديد من الكرد إلى خراسان، ليس فقط لإضعاف الكرد، أيضًا لحماية الحدود الشرقية من غزو القبائل الأفغانية والتركمانية. كما نفذ عباس الأول وخلفاؤه تحركات وترحيلات قسرية أخرى لمجموعات أخرى وعلى الأخص الأرمن والجورجيين والشركس، الذين تم نقلهم بشكل جماعي من وإلى مناطق أخرى داخل الإمبراطورية الفارسية.
لا يزال أكراد خراسان الذين يبلغ عددهم حوالي 700,000 نسمة، يستخدمون اللهجة الكردية الكرمانجية. خدم العديد من النبلاء الكرد الصفويين وبرزوا في مكانة بارزة، مثل الشيخ علي خان زنغنه الذي شغل منصب الوزير الأعلى للشاه الصفوي سليمان الأول (حكم من 1666-1694) من عام 1669 إلى 1689. بسبب جهوده في إصلاح الانحطاط الاقتصاد الإيراني، أطلق عليه «الأمير الصفوي الكبير» في التأريخ الحديث. كما عمل ابنه شاهقلي خان زنكنه كوزير كبير من 1707 إلى 1716. رجل دولة كردي آخر، غانج علي خان، كان صديقًا مقربًا لعباس الأول وشغل منصب حاكم محافظات مختلفة وكان معروفًا بخدمته المخلصة.

## اللغة

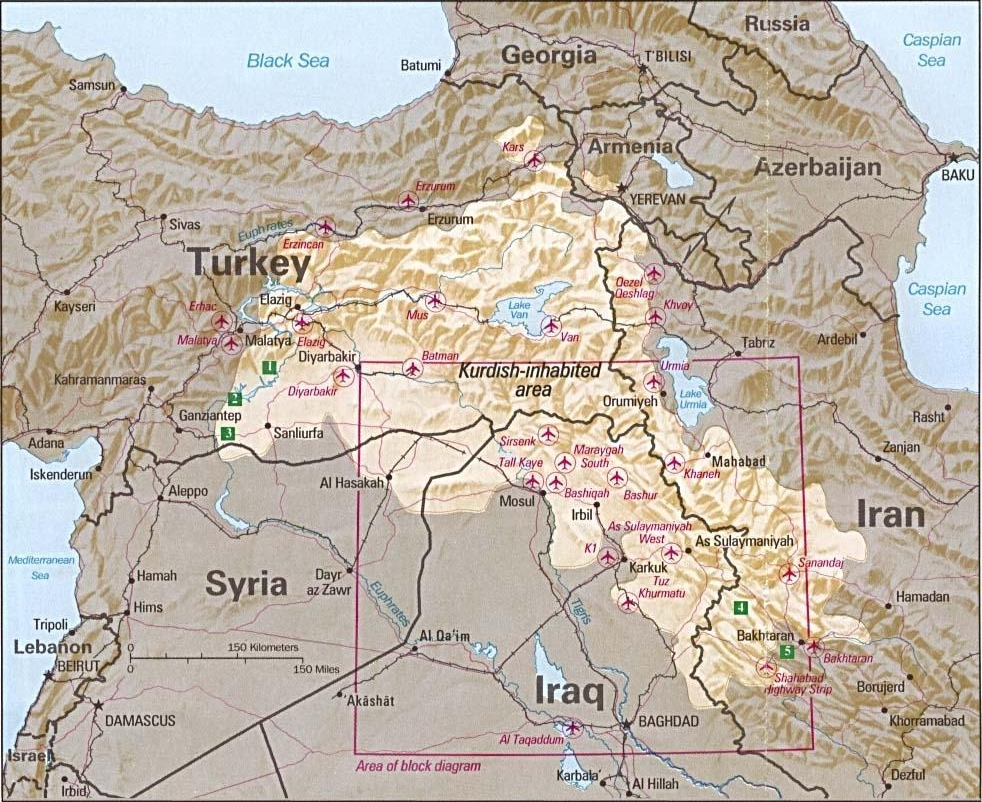
المناطق الكردية المأهولة في الشرق الأوسط (1992)

الكردية (بالكردية: کوردی، Kurdî) هي مجموعة من اللهجات ذات الصلة التي يتحدث بها الكرد. يتم التحدث بها بشكل رئيسي في تلك الأجزاء من إيران والعراق وتركيا وسوريا. يحمل الكردية مكانة رسمية في العراق كلغة وطنية إلى جانب العربية، ومعترف به في إيران كلغة إقليمية، وفي أرمينيا كلغة أقلية.
معظم الكرد إما ثنائي اللغة أو متعدد اللغات، يتحدثون لغة دولتهم الأصلية، مثل العربية والفارسية والتركية كلغة ثانية إلى جانب لغتهم الكردية الأصلية، في حين أن أولئك في مجتمعات الشتات غالبًا ما يتحدثون ثلاث لغات أو أكثر.
وفقًا لماكينزي، هناك عدد قليل من السمات اللغوية المشتركة بين جميع اللهجات الكردية والتي لا توجد في نفس الوقت باللغات الإيرانية الأخرى.
يتم تصنيف اللهجات الكردية حسب ماكنزي على النحو التالي:
- المجموعة الشمالية (مجموعة اللهجة الكرمانجية)
- المجموعة المركزية (جزء من مجموعة اللهجة السورانية)
- المجموعة الجنوبية (جزء من مجموعة لهجة خوارن) بما في ذلك لكي

الزازا والغوراني هم من الكرد العرقيين، لكن لغات الزازا - الغوراني ليست مصنفة على أنها كردية.
وتعليقًا على الاختلافات بين اللهجات الكردية، يوضح كريينبروك أنه في بعض النواحي، يختلف كرمنجي وسوراني عن بعضهما البعض مثل اللغة الإنجليزية من الألمانية، مع إعطاء مثال على أن كرمنجي له جنس نحوي ونهايات حالة، لكن سوراني لا، ومشيرة إلى أن الإشارة إلى السوراني والكرمانجي على أنها «لهجات» لغة واحدة يدعمها فقط «أصلهما المشترك... وحقيقة أن هذا الاستخدام يعكس الشعور بالهوية العرقية ووحدة الكرد».
تعريف اللغة باعتبارها لغة كردية له علاقة مباشرة بعوامل غير اللغوية كالعوامل السياسية والثقافية. في الواقع لم يكن للغة الكردية شكل موحد وحدود وشاكلة موحدة كالذي نراه في اللغة الفارسية. لأنها لاتملك شاكلة لغوية موحدة تقليدية كسائر اللغات بل هي تعني مجموعة من اصناف كلام عامي دارج بين الأكراد. واصناف الكلام هذه ليس من الضروري أن تكون مفهومة لكل الناطقين بها. مصطلح اللغة الكردية يطلق اليوم على سلسلة من اللغات الإيرانية الشمال غربية وهذه اللغات من منظر دراسات علم اللغة قريبة من بعضها في أحيان وفي أحيان أخرى بعيدة جدا عن بعضها البعض نتيجة لعوامل اجتماعية سياسية ولهذا أطلق على هذه السلسة من اللغات اسم اللغة الكردية. ومنها كرمانجي، كلهوري، لهجة كردية سورانية، لهجة كردية گورانية وهاوراماني ولغة زازاكية.
ووفقا لموسوعة الإسلام على الرغم من أن اللغة الكردية ليست لغة موحدة وفيها العديد من اللهجات المترابطة في الوقت نفسه يمكن تمييزها من اللغات الإيرانية الغربية الأخرى.المصدر نفسه يصنف مختلف اللهجات الكردية على مجموعتين رئيسيتين، الشمالية والوسطى. وفي الحقيقة الناطق بمستوى متوسط بالكرمانجية سيواجه صعوبات في التكلم مع سكان محافظتي السليمانية وحلبجة.
رغم أن اللغة الكردية تستخدم في بعض وسائل الإعلام والجرائد في إيران لكنها لم تدرس كمادة دراسية.
يعتقد بعض من علماء اللغة أن مصطلح «الكردي» استخدم لتعريف اللغة الدارجة بين الأكراد بينما الأكراد نفسهم يستخدمون هذا المصطلح لوصف هويتم العرقية أو الوطنية وللإشارة بلغتهم استخدموا أسماء الكرمانجية والسورانية والكلهورية وأي مصطلح أخر يشير للغاتهم. وقد لاحظ بعض المؤرخين أنه مؤخرا فقط أن الأكراد الذين يتحدثون اللهجة السورانية استخدموا مصطلح «الكردية» للإشارة للغتهم وهويتهم.

## مناطق الانتشار[129]
قدرت الإحصاءات (2012) عدد الكرد بـ 27,380,000[بحاجة لمصدر[بحاجة لمصدر] نسمة، 18% في تركيا[بحاجة لمصدر]، و%16 في إيران[بحاجة لمصدر]، و%15 في العراق[بحاجة لمصدر]، و6% في سوريا[بحاجة لمصدر]، متوزعة على مختلف الشعوب الكردية على النحو التالي:
| ---            | عالميًا     | تركيا      | إيران     | العراق    | سوريا     |
| -------------- | ---------- | ---------- | --------- | --------- | --------- |
| كرمانجي        | 14,419,000 | 7,919,000  | 443,000   | 3,185,000 | 1,000,000 |
| متحدث بالتركية | 5,732,000  | 5,732,000  | -         | -         | -         |
| جنوبي          | 3,381,000  | -          | 3,381,000 | غير معروف | -         |
| سوراني         | 1,576,000  | -          | 502,000   | 567,000   | -         |
| زازا-دملي      | 1,125,000  | 1,125,000  | -         | -         | -         |
| زازا-الفيكا    | 184,000    | 179,000    | -         | -         | -         |
| حركي           | 90,000     | 38,000     | 20,000    | 33,000    | -         |
| هورامي         | 54,000     | -          | 26,000    | 28,000    | -         |
| باجلاني        | 53,000     | -          | -         | 53,000    | -         |
| شكاكي          | 49,000     | 23,000     | 26,000    | -         | -         |
| شبك            | 27,000     | -          | -         | 27,000    | -         |
| سارلي          | 23,000     | -          | -         | 23,000    | -         |
| المجموع        | 27,380,000 | 15,016,000 | 4,398,000 | 3,916,000 | 1,000,000 |

والباقون (7%) يتوزعون في أنحاء العالم المختلفة:

### بقية الشرق الأوسط
- الكويت: 71,000 كردي سوراني
- لبنان: 19,000 كردي كرمانجي
- البحرين: 6,000 كردي كرمانجي
- الأردن: 4,600 كردي كرمانجي

### آسيا
- أفغانستان: 7,000 كردي سوراني
- أرمينيا: 47,000 كردي كرمانجي
- كازاخستان: 4,000 كردي كرمانجي
- روسيا: 20,000 كردي كرمانجي
- جورجيا: 17,000 كردي يزيدي
- قرغيزستان: 13,000 كردي كرمانجي
- تركمانستان: 0,900 كردي كرمانجي
- أذربيجان: 6,100 كردي كرمانجي
- أوزبكستان: 2,600 كردي كرمانجي

### أوروبا
- ألمانيا: 552,000، منهم 547,000 كرمانجي، 5,000 زازا-الفيكا.
- فرنسا: 82,000 كردي كرمانجي
- هولندا: 72,000 كردي كرمانجي
- بلجيكا: 27,000 كردي كرمانجي
- المملكة المتحدة: 25,000 كردي كرمانجي
- النمسا: 24,000 كردي كرمانجي
- إيطاليا: 12,000 كردي كرمانجي
- الدنمارك: 11,000 كردي كرمانجي
- السويد: 11,000 كردي كرمانجي
- سويسرا: 7,700 كردي كرمانجي
- فنلندا: 6,100 كردي كرمانجي
- النرويج: 4,900 كردي كرمانجي
- أوكرانيا: 2,000 كردي كرمانجي

### أخرى
- الولايات المتحدة: 58,600، منهم 50,000 كرمانجي، 8,600 سوراني.
- أستراليا: 7,000 كردي كرمانجي
- كندا: 0,900 كردي كرمانجي

## التقسيمات

### كرد تركيا
يشكل كرد تركيا ما بين 15% إلى 20% من مجموع سكان تركيا، ويتركزون أساسًا في جنوب شرق البلاد في منطقة كردستان تركيا.
بعد سقوط الخلافة العثمانية وإقامة الجمهورية التركية الحديثة تبنى مصطفى كمال أتاتورك نهجا سياسيا يتمحور حول إلزام انتماء الأقليات العرقية المختلفة في تركيا باللغة والثقافة التركية وكانت من نتائج هذه السياسة منع الأقليات العرقية في تركيا ومنهم الأكراد من ممارسة لغاتهم في النواحي الأدبية والتعليمية والثقافية ومنع الأكراد من تشكيل أحزاب سياسية وكان مجرد التحدث باللغة الكردية عملا جنائيا حتى عام 1991. ولقد قوبلت محاولات مصطفى كمال أتاتورك بمسح الانتماء القومي للأكراد بمواجهة عنيفة من قبل أكراد تركيا وقرر الأكراد والأقليات الأخرى بقيادة الزعيم الكردي الشيخ سعيد بيران (1865 -1925) القيام بانتفاضة شاملة لنزع الحقوق القومية للأكراد والأقليات الأخرى، على أن تبدأ الانتفاضة في يوم العيد القومي الكردي عيد نوروز 21 مارس 1925. ثم انتشرت الانتفاضة بسرعة كبيرة وبلغ عدد الأكراد المنتفضين حوالي 600,000 إلى جانب حوالي 100,000 من الشركس والعرب والأرمن والآشوريين وفرضوا حصارا على مدينة ديار بكر ولكنهم لم يتمكنوا من السيطرة على المدينة وفي منتصف أبريل 1925 اُعتقل الشيخ سعيد بيران مع عدد من قادة الانتفاضة ونفذ حكم الإعدام فيه في 30 مايو 1925.
بعد انتكاسة ثورة سعيد بيران شنت الحكومة التركية حملة اعتقالات واسعة في المناطق الكردية في تركيا، وهاجر على إثرها عشرات آلاف الكرد إلى شمال سوريا (خاصة محافظة الحسكة)، مما أدى تغيير التركيبة الديموغرافية هناك وإنشاء مدن جديدة لإيوائهم مثل القامشلي وعامودا والمالكية. ولقد استمرت الحكومات التركية المتعاقبة على نفس النهج وكان مجرد تلفظ كلمة أكراد يعتبر عملا جنائيا إذ كان يطلق على الأكراد مصطلح أتراك الجبل أو «شعب شرق الأناضول. زاد الاهتمام العالمي بكرد تركيا بعد العمليات المسلحة التي شنها حزب العمال الكردستاني في الثمانينيات مما حدى برئيس الوزراء التركي آنذاك توركوت أوزال (1927- 1993) ولأول مرة أن يستعمل رسميًا كلمة الأكراد. وفي سنة 1991 رفع أوزال الحظر الكلي عن استعمال اللغة الكردية واستبدله بحظر جزئي.
أثناء صراع الحكومة التركية مع حزب العمال الكردستاني دمرت 3000 قرية كردية وتسبب في تشريد ما يقارب 378,335 كردي من ديارهم. في سنة 1991 تم انتخاب ليلى زانا في البرلمان التركي وكانت أول سيدة كردية في تركيا تصل إلى هذا المنصب ولكنه وبعد 3 سنوات أي في سنة 1994 حكم عليها بالسجن لمدة 15 عاما بتهمة «إلقاء خطابات انفصالية».

### كرد إيران
يشكل كرد إيران 16% من مجموع الكرد في العالم. عددهم 4,398,000 نسمة (حوالي 6% من مجموع سكان إيران). يعيش معظمهم في غرب وشمال غرب إيران.
بعد قيام الجمهورية الإسلامية في إيران في شتاء عام 1979 اجتاحت المناطق الكردية في إيران غضب عارم بعد عدم السماح لممثليين عن الأكراد بالمشاركة في كتابة الدستور الإيراني الجديد وكان عبد الرحمن قاسملو (1930 - 1989) من أبرز الشخصيات الكردية في ذلك الوقت إلا أن روح الله الخميني منع قاسملوا من المشاركة في كتابة الدستور ويعتقد بعض المؤرخيين إن رفض الخميني مساهمة الأكراد في كتابة الدستور كان له بعد ديني بالأضافة إلى البعد القومي لكون أغلبية أكراد إيران من السنة. في ربيع عام 1980 قامت القوات المسلحة الأيرانية بأمر من الرئيس الأيراني أبو الحسن بني ‌صدر بحملة تمشيط واسعة على المناطق الكردية في إيران وخاصة في مدن مهاباد وسنندج وباوه ومريوان.
ينص الدستور الإيراني في البندين 15 و19 على حق الأقليات في استعمال لغاتهم في المجالات التعليمية والثقافية، ولكن تم إغلاق الكثير من الصحف الكردية.
اندلع صراع مسلح بين الحكومة الأيرانية والأكراد من عام 1979 إلى عام 1982 وكان الحزب الديمقراطي الكردستاني الأيراني بزعامة عبد الرحمن قاسملو والحزب اليساري الكردي «كومه له» وتعني بالعربية «المجموعة» طرفين رئيسيين في الصراع ولكن وبحلول عام 1983 تمكنت الحكومة من بسط سيطرتها على معاقل الحزبين. كانت قوات الحرس الثوري الإيراني المعروفة بالباسداران وحاكم شرع إيران صادق خلخالی (1927 - 2003) مسؤليين عن اعتقال وإعدام الكثيرين من الأكراد في إيران من أعضاء الحزبين المذكورين أو المتعاطفين مع الحزبين. أثناء حرب الخليج الأولى تمركز أعضاء الحزبين الكرديين الإيرانيين في العراق وكانوا مدعومين من العراق وتم أثناء الصراع المسلح بين أكراد إيران والحكومة الإيرانية تدمير ما يقارب 271 قرية كردية 
بعد وصول محمد خاتمي للحكم قام بتنصيب أول محافظ كردي لمحافظة كردستان وكان اسمه عبد الله رمضان ‌زاده وقام بتعيين بعض السنة والأكراد في مناصب حكومية رفيعة ، وتم تشكيل حزب الإصلاح الكردي ومنظمة الدفاع عن حقوق الأكراد برئاسة محمد صادق كابودواند عام 2005 وتلقى هذه الحركات المسالمة رواجا لدى معظم الأكراد الإيرانيين.
في 9 يوليو 2005 تم قتل الناشط الكردي شوان قدري من قبل قوات الأمن الإيرانية  في مدينة مهاباد وحسب بعض الدعايات فإن قدري تم قتله عن طريق سحله في الشوارع، أدت عملية قتل قدري إلى موجة عارمة من أعمال العنف لمدة 6 أسابيع في المدن الكردية، مهاباد وسنندج وبوكان وسقز وبأنه وشنو وسردشت.
في أغسطس عام 2005 تم اختطاف 4 من الشرطة الأيرانية من قبل حزب كردي مسلح حديث النشوء واسمه حزب الحياة الحرة الكردستاني الذي تأسس عام 2004، ويعتقد أن لهذا الحزب صلة بحزب العمال الكردستاني وقام هذا الحزب المسلح الجديد بقتل 120 من الشرطة الإيرانية خلال 6 أشهر من تشكيله.

### كرد العراق
يشكل كرد العراق 15% من مجموع الكرد في العالم. وعددهم 3,916,000 نسمة (حوالي 12% من مجموع سكان العراق). ولقد دُمِجوا مع تكوين دولة العراق في سنة 1923 بموجب اتفاقية سايكس بيكو، ويستوطن الأكراد في العراق الحدود الشمالية والشمالية الشرقية للجمهورية، ويشكلون حوالي 17% من سكان العراق. ويشكل الأكراد الأغلبية السكانية في محافظات دهوك وأربيل والسليمانية مع نسبة ثلث محافظة كركوك وكذلك لهم تواجد في محافظتي نينوى وديالى بنسبة 10% لكلتيهما وتعتبر مسألة أكراد العراق الأكثر جدلًا والأكثر تعقيدًا في القضية الكردية لكونها نشأت مع بدايات إقامة المملكة العراقية عقب الحرب العالمية الأولى، وكان الطابع المسلح متغلبا على الصراع منذ بداياته ولكون العراق دولة ذات خليط عرقي وديني.
وفي مقابلة مع جلال الطالباني أجراه تلفاز هيئة الإذاعة البريطانية يوم 8 أبريل 2006، صرح طالباني بأن فكرة انفصال أكراد العراق عن جمهورية العراق أمر غير وارد وغير عملي، لكون أكراد العراق محاطين بدول ذات أقليات كردية لم تحسم فيها القضية الكردية بعد، وإذا ماقررت هذه الدول غلق حدودها فإن ذلك الإجراء يكون كفيلا بإسقاط الكيان المنفصل من العراق. ولقد تم استعمال القضية الكردية في العراق كورقة ضغط سياسية من الدول المجاورة فكان الدعم وقطع الدعم للحركات الكردية تعتمد على العلاقات السياسية بين بغداد ودمشق وطهران وأنقرة وكان الزعماء الأكراد يدركون هذه الحقيقة.

### كرد سوريا
يشكل كرد سوريا 6%[بحاجة لمصدر] من مجموع الكرد في العالم. عددهم 1,661,000[بحاجة لمصدر] نسمة (حوالي 8% من مجموع سكان سوريا)[بحاجة لمصدر]. يعيش معظمهم في شمال شرقي البلاد وخاصة في مدن عامودا والقامشلي والمالكية بالإضافة إلى تواجدهم بأعداد أقل في مناطق أخرى من سوريا مثل مناطق عفرين وعين العرب في محافظة حلب.
استنادًا إلى حوار مع فيصل يوسف عضو المكتب السياسي في الحزب الديمقراطي التقدمي الكردي ـ عضو اللجنة العليا للتحالف الديمقراطي الكردي في سوريا، فإن الأحزاب الكردية غير مرخصة قانونيًا في سوريا ولكن حزبه يمارس نشاطه منذ 14 يونيو 1957 «على الرغم من ظروفه الصعبة في العقود السابقة»، إلا أن الحزب يعمل حاليًا بشيء من العلنية شأن غيره من الأحزاب الكردية و«حسب الظروف» وقد تغض السلطة النظر عن نشاطه أحيانًا وتحاول منعها تارة أخرى. من الجدير بالذكر إن الرئيس السوري بشار الأسد قال في إحدى خطاباته «أن القومية الكردية جزء من التاريخ السوري والنسيج السوري»، ولكن المؤتمر العاشر لحزب البعث لم يشر إلى السماح للأكراد بتشكيل أحزاب سياسية. وفي 9 أكتوبر 2005 اصدرت محكمة أمن الدولة في سوريا حكما بالسجن عامين ونصف العام على أربعة أكراد بتهمة «الانتماء إلى تنظيم سري واقتطاع جزء من أراضي البلاد وضمها إلى دولة أجنبية». وكان الأربعة ينتمون إلى حزب الاتحاد الديموقراطي، وهو حزب كردي محظور في سوريا.

أحداث القامشلي في مارس 2004

في تشرين الثاني/نوفمبر 1962 أجرت الحكومة السورية تعدادا للسكان في محافظة الحسكة وأعلنت إثره أن مئة وعشرين ألفًا من الأكراد الساكنين في سوريا ليسوا مواطنيين سوريين بسبب عدم توفر بيانات عن أجدادهم في الإحصاءات وسجلات النفوس العثمانية قبيل عام 1920. كان إحصاء عام 1962 لمنطقة الحسكة مثيرًا للجدل فهدف الحكومة المعلن كان «التعرف على المهاجرين غير القانونيين من تركيا إلى شمال شرق سوريا» وكان على الشخص أن يمتلك وثائق تبين إنه كان يعيش في سوريا منذ عام 1945 على أقل تقدير  ولكن الأكراد اعتبروها سياسة منظمة لما اسموه محاولة لتعريب المنطقة. ويزعم البعض بأن الحكومة السورية بدأت في السبعينيات وعلى يد الرئيس السابق حافظ الأسد ما أسموه سياسة تعريب، ومن الأمثلة على هذه السياسة منع الأكراد من تسمية حديثي الولادة بأسماء كردية ومنع إطلاق أسماء كردية على المحلات التجارية.
استنادًا إلى تقرير من منظمة مراقبة حقوق الإنسان فإنه نشأت نتيجة لإحصاء الحسكة لعام 1962 مجموعة خاصة تم اعتبارهم أجانب أو غير مسجليين وحسب الإحصاءات الرسمية السورية يوجد مليون كردي من مواليد سوريا ولكنهم لا يعتبرون مواطنيين سوريين ولا يمكن لهذه المجموعة السفر إلى دولة أخرى لعدم امتلاكهم لوثيقة أو جواز السفر. تم تزويد هذه المجموعة ببطاقات هوية، ولكن لم يكن ممكنًا لهذه المجموعة امتلاك أراضٍ أو عقارات ولم يمكنهم العمل في مؤسسات حكومية ولا يمكنهم دخول كليات الطب والهندسة ولا يمكنهم الزواج من مواطن سوري. من الجدير بالذكر أن هذه القوانيين لم تكن معممة على جميع الأكراد في سوريا وإنما شملت الأكراد أو الأشخاص الذين وحسب الحكومة السورية لا يمتلكون وثائق تثبت أنهم من سوريا قبل عام 1945. بعكس ذلك، وصل أكراد إلى أعلى هرم السلطة في سوريا، حيث من بين رؤساء سوريا كان إثنان من الأكراد هما حسني الزعيم ومحسن البرازي. أيضًا، هناك مدراء ووزراء وأعضاء مجلس الشعب ورؤساء أحزاب مشاركة في الجبهة الوطنية الحاكمة وهم من الأكراد.
في 12 مارس 2004 وأثناء مباراة لكرة القدم في ملعب القامشلي التابعة لمدينة الحسكة نشب صراع بين مشجعين أكراد لفريق القامشلي ومؤيدين عرب للفريق الضيف من دير الزور وقتل في ذلك اليوم 13 شخصًا. وانتشرت أعمال العنف إلى مناطق مجاورة ووصلت حتى إلى حلب إلى دمشق العاصمة وتمت حملة اعتقالات في المنطقة واستنادًا إلى منظمة العفو الدولية فإنه تم اعتقال ما يقارب 2000 شخص كانوا من الأكراد وكان من بينهم نساء وأطفال بعمر 12 سنة، وتم فصل العديد من الطلاب الأكراد من الجامعات وفي عام 2008 قتل 3 أولاد اعمارهم ما بين 17 و22 سنة أثناء اشعالهم النار حسب تقاليد احتفال عيد يسمى عيد النوروز حيث قامت الشرطة المسلحة بأطلاق النار عشوائيًا واصابتهم رصاصاتهم وتوفي اثرها ثلاثة أولاد ابرياء 
في 7 أبريل عام 2011 أصدر الرئيس بشار الأسد المرسوم الرئاسي رقم 49 لعام 2011 والقاضي بمنح الجنسية العربية السورية للمسجلين كأجانب في سجلات الحسكة.

### كرد أرمينيا
يمثل الكرد 1.5% من سكان أرمينيا. تمتع الأكراد في أرمينيا في عهد الاتحاد السوفيتي بحقوق ثقافية فكانت لهم صحف وإذاعات باللغة الكردية وكانو يحتفلون بالمناسبات القومية الكردية، ولكن بعد انهيار الاتحاد السوفيتي خسروا امتيازاتهم مما دفع بعضهم إلى الهجرة إلى روسيا.
في مقابلة مع فلادمير جادويف السياسي الأرميني عام 1998 فإن مسألة الأقلية الكردية في أرمينيا يمكن تلخيصها بهذه المحاور:
- محاولة عزيز تأمويان ذو التطلعات القومية الكردية بما يوصف بإحياء التراث اليزيدي.
- تدخل بعض الأحزاب الكردية مثل الجبهة القومية لتحرير كردستان وحزب العمال الكردستاني وخاصة في القرى الكردية النائية.

## الدين
- يدين معظم الشعب الكُردي بدين الإسلام وفق تعاليم المذهب السني.
- قسم كبير من الكرد الفيلية يعتنقون الإسلام وفق تعاليم المذهب الشيعي في العراق وإيران.
- يوجد ديانات أخرى مثل المسيحية واليهودية وبعدد قليل من الديانات غير الإبراهيمية مثل الديانة الزرادشتية.
- يوجد علويين كرد في تركيا وفي ناحية معبطلي محافظة حلب السورية.

### الإسلام
معظم الأكراد هم من المسلمين السُنّة الذين يتبعون المذهب الشافعي، بينما تتبع أقلية لا بأس بها منهم المذهب الحنفي والعلوي أيضًا. علاوة على ذلك، يتبع عديد من الأكراد الشافعيين إحدى الطريقتين الصوفيتين النقشبندية والقادريّة.
إلى جانب الإسلام السني، لدى العلويين والشيعة أيضًا ملايين من الأتباع الأكراد.

### اليزيدية
اليزيدية هي ديانة عرقية توحيدية تمتلك جذورًا في فرع غربي من ديانة إيرانية ما قبل زرادشتية. تستند إلى الاعتقاد القائل بوجود إله واحد خلق العالم وعهد به إلى رعاية سبعة كائنات مقدسة. زعيم هذه الديانة هو الملك طاووس الذي يرمز إليه بطاووس. يتراوح عدد أتباع هذه الديانة بين 700,000 إلى مليون شخص في جميع أنحاء العالم وهم من السكان الأصليين للمناطق الكردية في العراق وسوريا وتركيا، مع بعض المجتمعات المهمة الأحدث في روسيا وجورجيا وأرمينيا التي أسسها اللاجئون الفارّون من اضطهاد المسلمين في الإمبراطورية العثمانية. تشترك اليزيدية مع العلوية الكردية واليارسانية في عديد من الخصائص المشابهة التي يعود تاريخها إلى العصر الجاهلي.

### اليارسانية
اليارسانية (تُعرف أيضًا باسم أهل الحق أو الكاكائيون) هي أيضًا واحدة من الديانات المرتبطة بكردستان.
على الرغم من أن معظم النصوص اليارسانية المقدسة مكتوبة باللهجة الكردية الغورانية وجميع الأماكن المقدسة اليارسانية تقع في كردستان، إلا أن أتباع هذه الديانة موجودون أيضًا في مناطق أخرى. على سبيل المثال، بينما يوجد أكثر من 300,000 يارساني في كردستان العراق، ثمة أكثر من 2 مليون يارساني في إيران. ومع ذلك، يفتقر اليارسانيون إلى الحقوق السياسية في كلا البلدين.

### الزرادشتية
كان للديانة الزرادشتية الإيرانية تأثير كبير على الثقافة الإيرانية التي يشكل الأكراد جزءًا منها، وظلت هذه الديانة تحتفظ ببعض التأثير منذ زوالها في العصور الوسطى. وقد استقى الفيلسوف الإيراني سُهْرَوْرَدِي كثيرًا من تعاليم الزرادشتية. ويُنسب إلى تعاليم النبي زرادشت، الكائن الأعلى للإيمان وهو أهورا مازدا. أثرت خصائص رائدة، مثل المسيانية أو المسيحانية والقاعدة الذهبية أو أخلاقيات التعامل والجنة والجحيم والإرادة الحرة، على أنظمة دينية أخرى، بما في ذلك يهودية الهيكل الثاني والغنوصية والمسيحية والإسلام.
افتُتح أول معبد نار زرادشتي رسمي في كردستان العراق في مدينة السليمانية في عام 2016. واحتفل الحاضرون بهذه المناسبة بإشعال نار طقسيّة وضرب «الدفوف». صرّح أوات طيّب، زعيم أتباع الزرادشتية في منطقة كردستان، أن عديد منهم ينتمون إلى الديانة الزرادشتية لكن بعضهم أبقوا الأمر سرًا خوفًا من انتقام الإسلاميين.

### المسيحية
على الرغم من وجود روايات مختلفة تاريخيًا عن المسيحيين الأكراد، إلا أن أغلبهم كانوا في هيئة أفراد لا مجتمعات. ومع ذلك، تروي سجلات سفر مختلفة عن قبائل مسيحية كردية وقبائل مسلمة كردية عاش بينهم أعداد كبيرة من المسيحيين خلال القرنين التاسع عشر والعشرين. يُزعم أن عددًا كبيرًا منهم كانوا في الأصل أرمنيين أو آشوريين، وقد وُثّق أنه أُبقي على عدد قليل من التقاليد المسيحية. وعُثر على عديد من الصلوات المسيحية باللغة الكردية من قرون سابقة. تحوّل أيضًا بعض الأكراد من خلفيات إسلامية إلى المسيحية في السنوات الأخيرة.
توفرت أجزاء من الكتاب المقدس لأول مرة باللغة الكردية في عام 1856 باللهجة الكرمانجية. وتُرجمت الأناجيل بواسطة ستيبان، وهو موظف أرمني في دار الكتاب المقدس الأمريكية ونُشرت في عام 1857. ومن المسيحيين الأكراد التاريخيين البارزين الأخوين زكاري وإيفان مخارجردزلي.

## الثقافة

علم كردستان

الثقافة الكردية هي إرث من مختلف الشعوب القديمة التي شكلت الأكراد الحديثين ومجتمعهم. مثل معظم سكان الشرق الأوسط الآخرين، تظهر درجة عالية من التأثيرات المتبادلة بين الأكراد وشعوبهم المجاورة. لذلك، في الثقافة الكردية يجب رؤية عناصر من ثقافات أخرى مختلفة. ومع ذلك، عمومًا، الثقافة الكردية هي الأقرب من ثقافة الشعوب الإيرانية الأخرى، ولا سيما أولئك الذين كانوا تاريخيًا أقرب مكان جغرافي للأكراد، مثل الفرس واللور. على سبيل المثال، يحتفلون أيضًا بيوم رأس السنة نوروز (21 مارس).

### التراث الشعبي

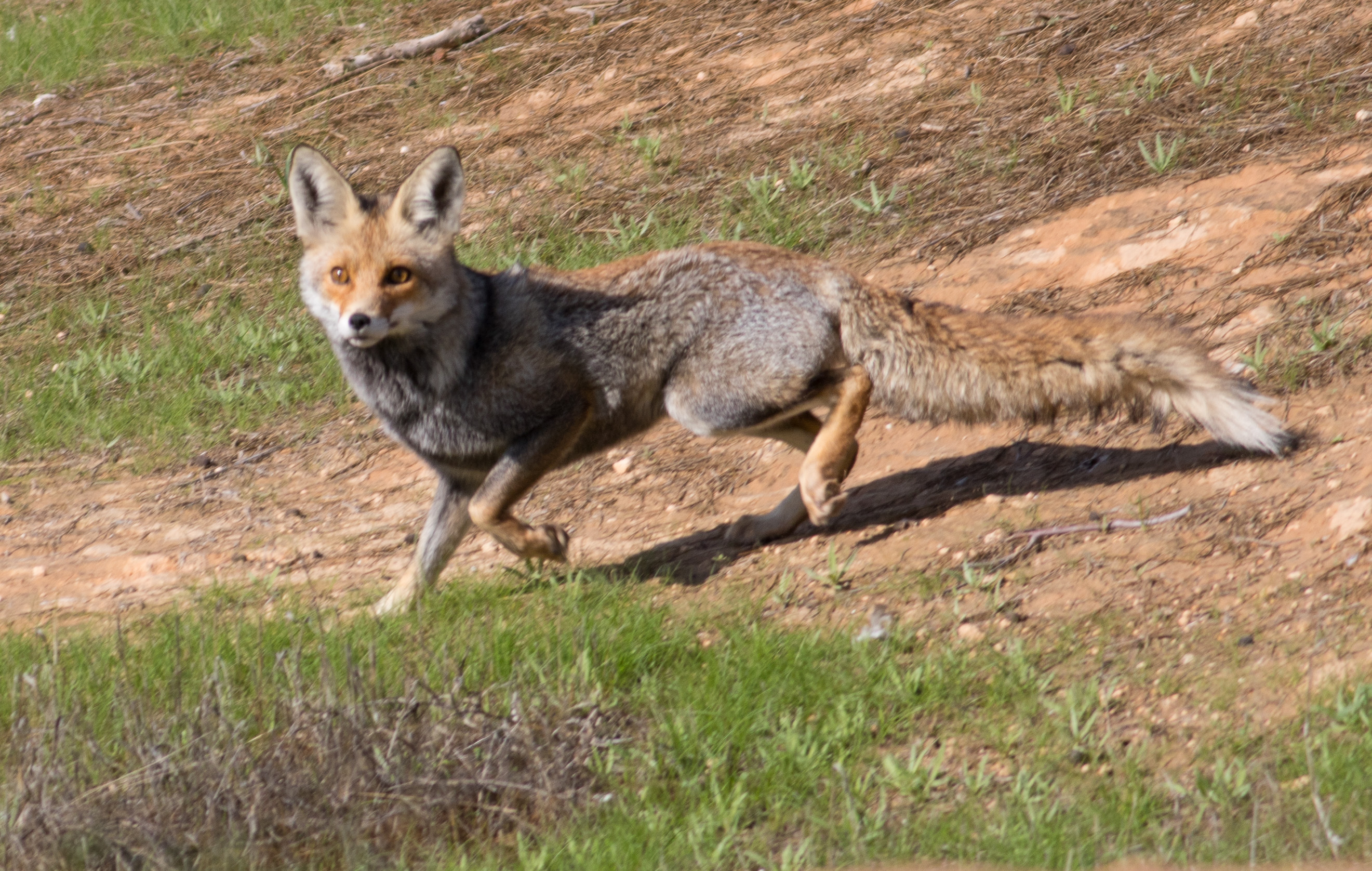
الثعلب شخصية متكررة على نطاق واسع في حكايات الكردية

يمتلك الكرد تقاليدًا غنية بالفلكلور، والتي كانت تنتقل حتى العصور الأخيرة، من جيل إلى آخر عن طريق المشافهة أو الأغاني إلى حد كبير. على الرغم من أن بعض قصص الكتاب الكرد كانت معروفة جيدًا في جميع أنحاء كردستان، معظم القصص التي تم سردها وغنائها كُتبت في القرنين العشرين والحادي والعشرين. يُزعم أن العديد منها عمرها قرون.[بحاجة لمصدر]
متنوعًا على نطاق واسع في الغرض والأسلوب، بين الفلكلور الكردي سيجد المرء قصصًا عن الطبيعة، حيوانات مجسمة، الحب، الأبطال والأشرار، المخلوقات الأسطورية والحياة اليومية. يمكن العثور على عدد من هذه الشخصيات الأسطورية في ثقافات أخرى، مثل سيمرغ وكاوه الحداد في الأساطير الإيرانية الأوسع نطاقا، وقصص شاهماران طوال الأناضول. بالإضافة إلى ذلك، يمكن أن تكون القصص مسلية تمامًا، أو لها جانب تعليمي أو ديني.
ربما يكون العنصر الأكثر شيوعًا هو الثعلب، الذي ينتصر من خلال المكر والذكاء على الأنواع الأقل ذكاءًا، ولكنه غالبًا ما يقابل زواله. موضوع مشترك آخر في الفلكلور الكردي هو أصل القبيلة.
كان رواة القصص يؤدون أمام جمهور، يتألف في بعض الأحيان من قرية بأكملها. يسافر الناس من خارج المنطقة لحضور وسماع رواياتهم، ويقوم رواة القصص أنفسهم بزيارة قرى أخرى لنشر حكاياتهم. تزدهر هذه الأشياء خاصة خلال فصل الشتاء، حيث كان من الصعب العثور على الترفيه حيث كان يجب قضاء الأمسيات في الداخل.
بالتزامن مع التجمعات الكردية غير المتجانسة، على الرغم من وجود بعض القصص والعناصر بشكل شائع في جميع أنحاء كردستان، كانت أخرى فريدة في منطقة معينة. حسب المنطقة أو الدين أو اللهجة. ربما يكون اليهود الأكراد في زاخو أفضل مثال على ذلك. من المعروف أن رواة القصص الموهوبين لديهم احترامًا كبيرًا في جميع أنحاء المنطقة، وذلك بفضل التقليد الشفهي الفريد. ومن الأمثلة الأخرى أساطير اليزيديين،  وقصص كرد الدرسيم، الذين كان لهم تأثير أرمني كبير.
أثناء تجريم اللغة الكردية بعد انقلاب 1980، تم إسكات المغنيين والرواة وأصبحت العديد من القصص في خطر. في عام 1991، الغيت تجريم اللغة، إلا أن أجهزة الراديو والتلفزيون المتاحة كثيرًا كان لها تأثير تقلص في رواية القصص التقليدية. ومع ذلك قام عدد من الكتاب بخطوات كبيرة في الحفاظ على هذه القصص.

## الأعياد الكردية
عيد النوروز وهو من الأعياد القومية لدى الشعوب الكردية وديني لباقي شعوب الإيرانية، أما التقاليد لهذا العيد فمن أهمها إشعال نار كبيرة والاحتفال حولها.

## الدراسات الجينية
نسبة الجين الأكثر انتشارًا بين اكراد العراق 
| الهاپلوغروپ | النسبة |
| ----------- | ------ |
| J2          | 28.4%  |
| I           | 16.8%  |
| R1b         | 16.8%  |
| J1          | 11.6%  |
| R1a         | 11.6%  |
| E1b1b       | 7.4%   |
| G           | 4.2%   |
| T           | 3.2%   |

## معرض صور

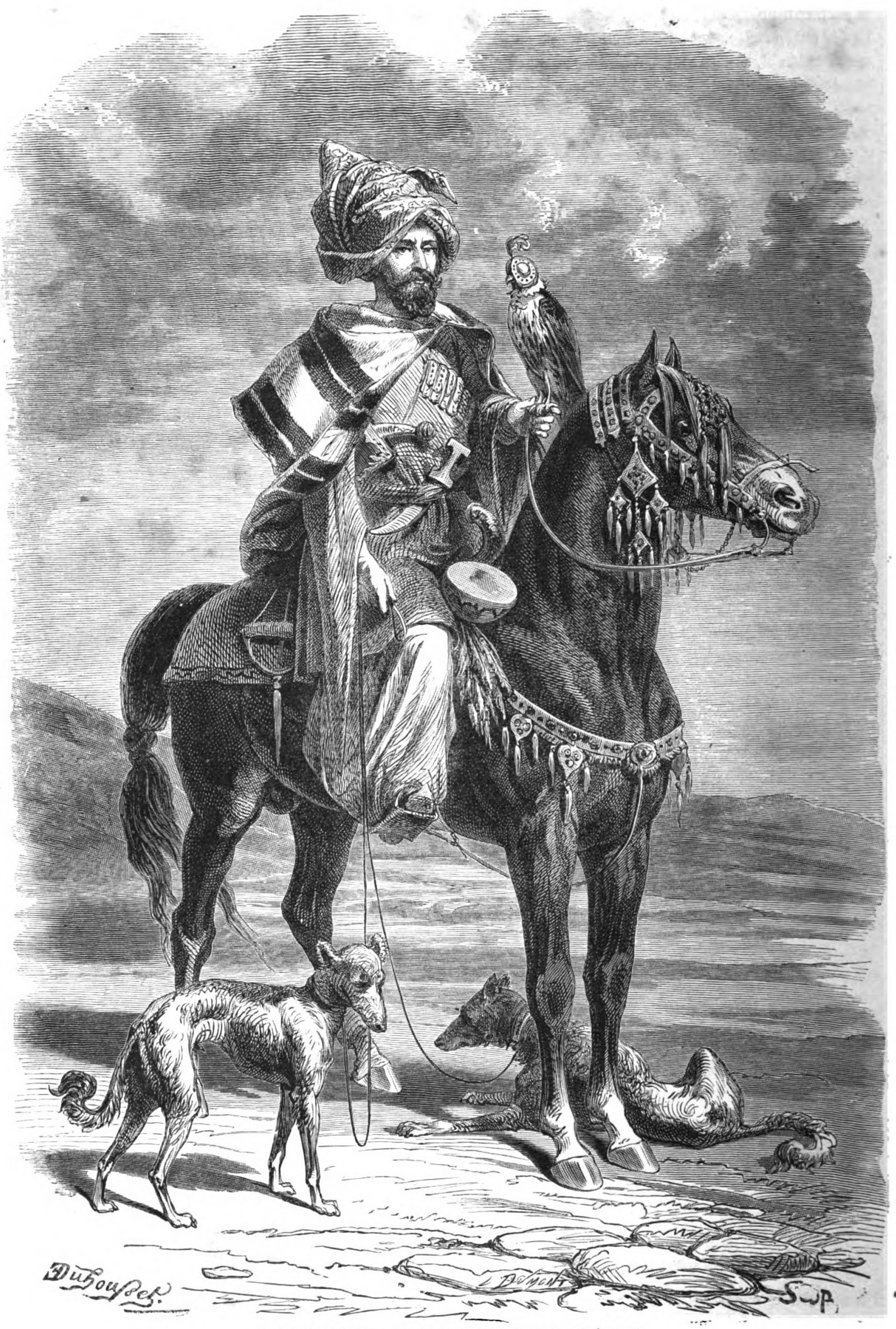
صقار كُرْدِيّ
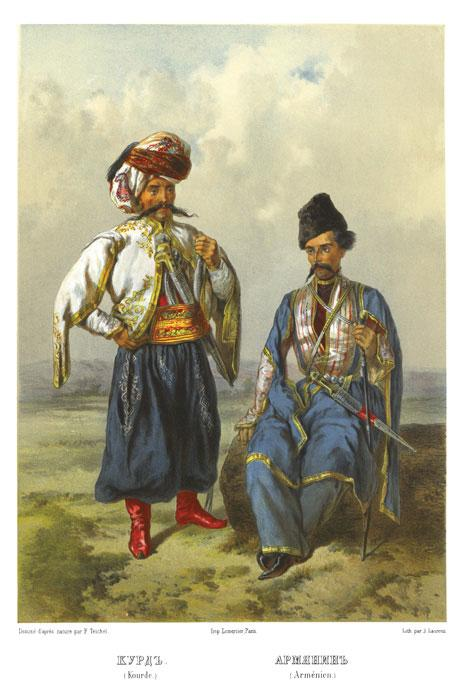
الملابس التقليدية الكردية والأرمنية، 1862
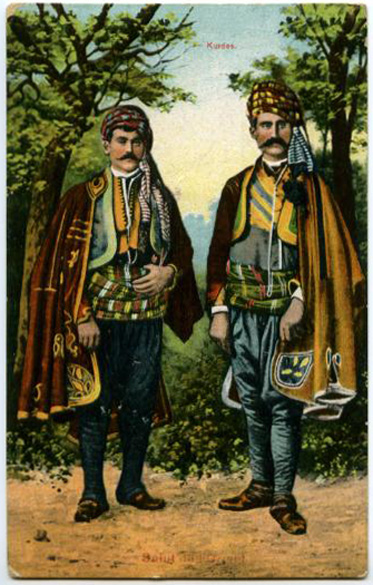
كرديان من القسطنطينية
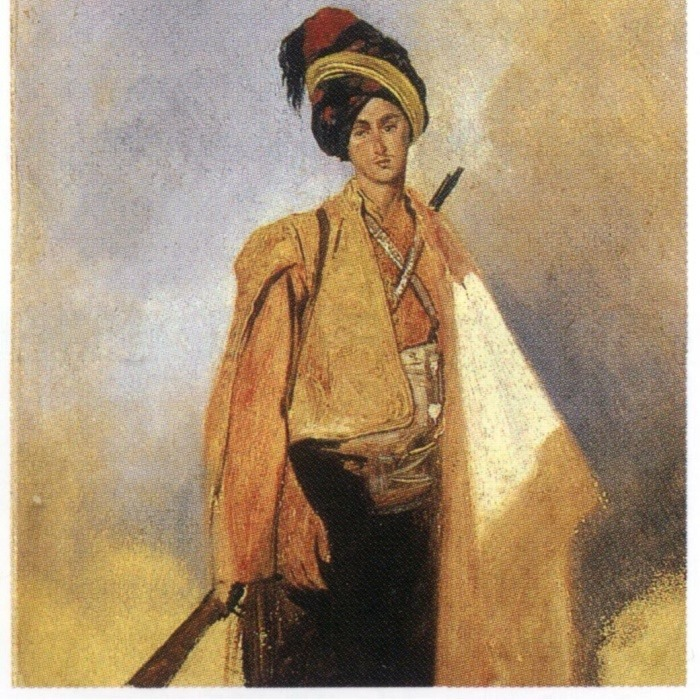
شاب كردي بواسطة غريغوري جاجارين.
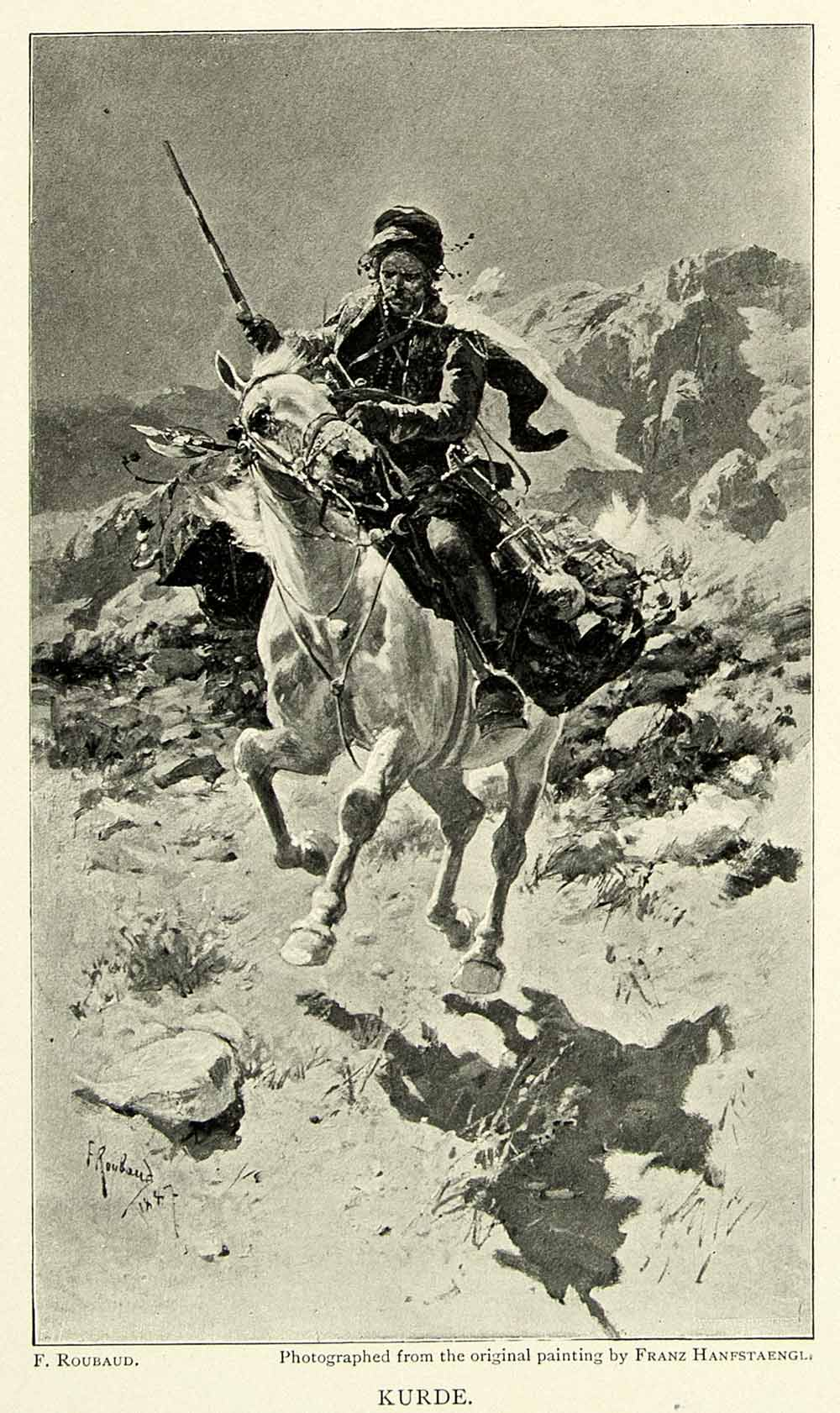
كردي بواسطة فرانز هانفستاينجل
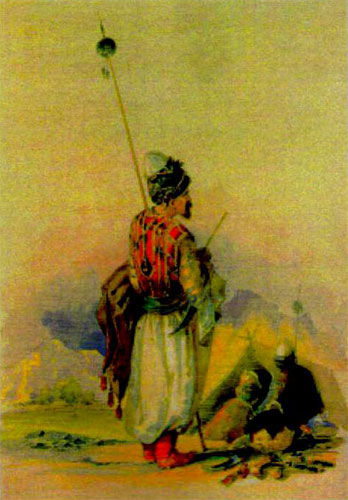
المحاربون الكرد بواسطة أميديو بريزيوسي
نساء أرمن وتركيات وكرد بملابسهن التقليدية، 1873.
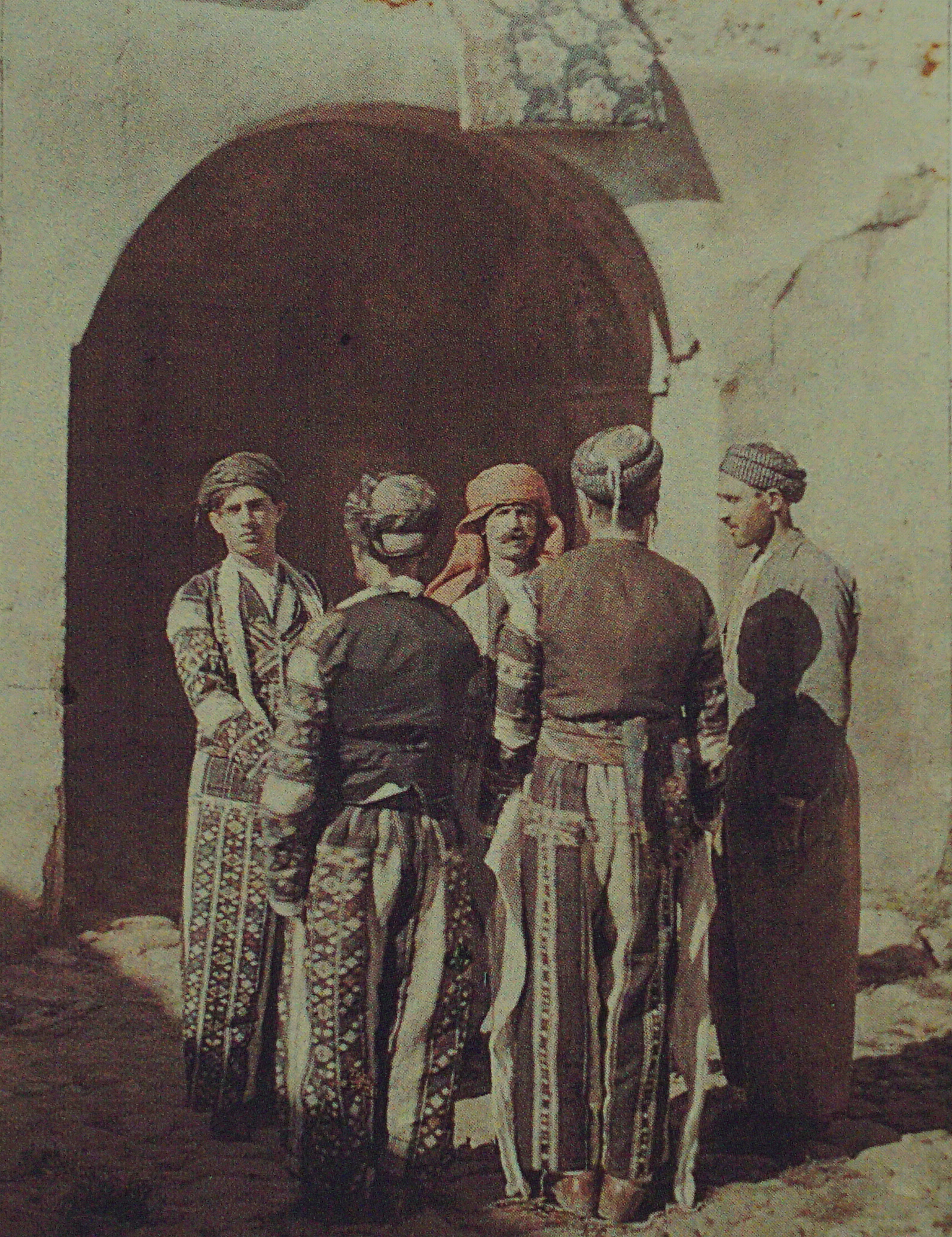
كرد زاخو لألبرت خان، 1910.
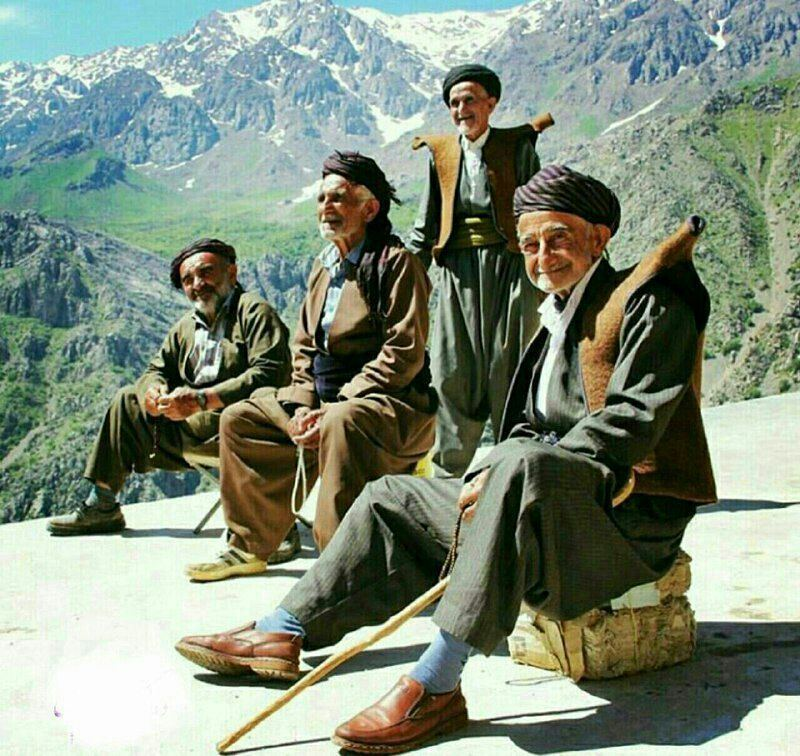
مجموعة من رجال الكرد بملابس تقليدية، هورامان.
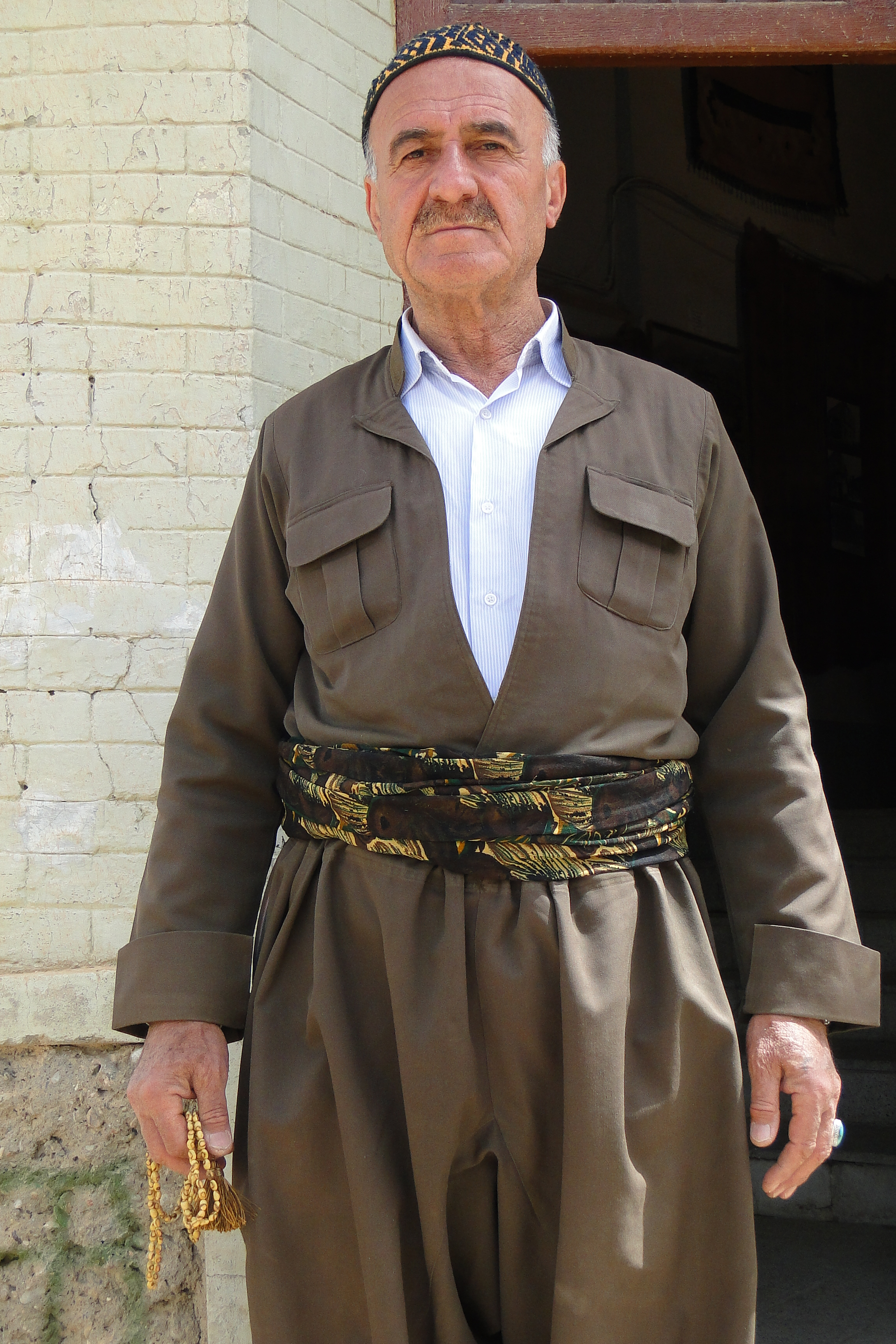
رجل كردي يرتدي ملابس تقليدية، اربيل.
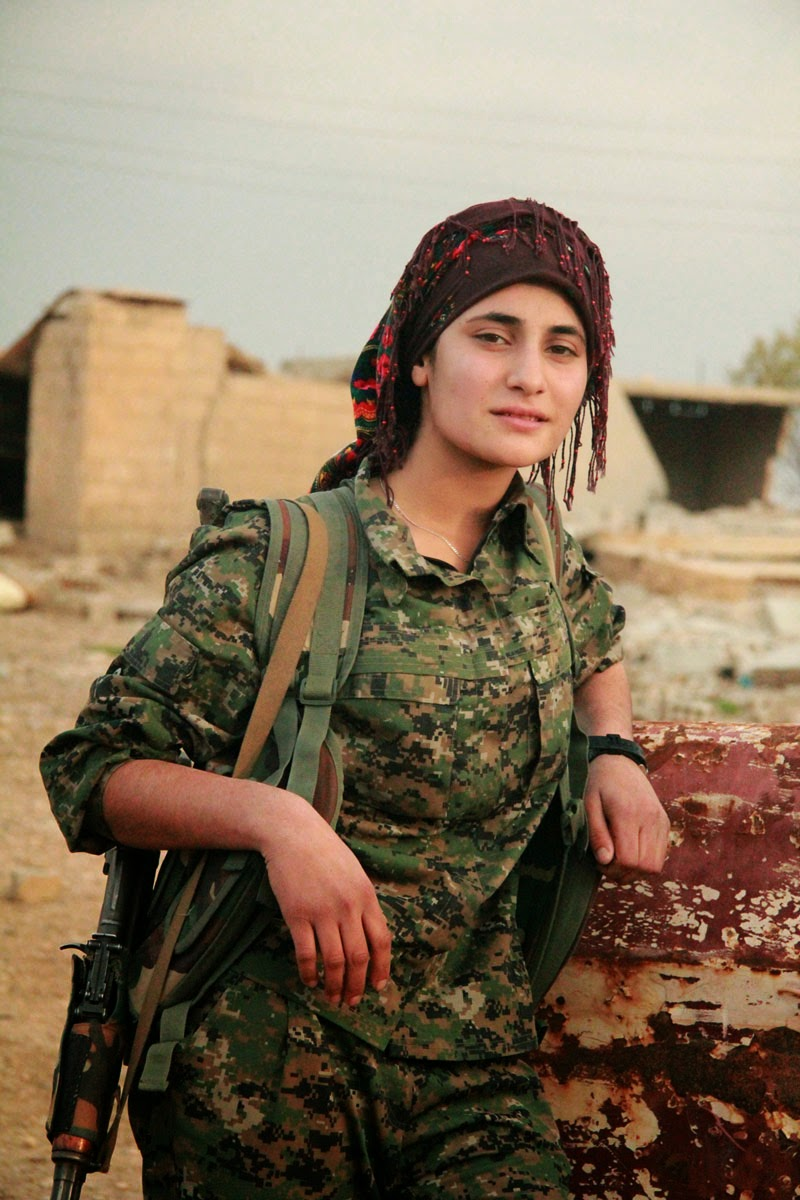
مقاتلة كردية.
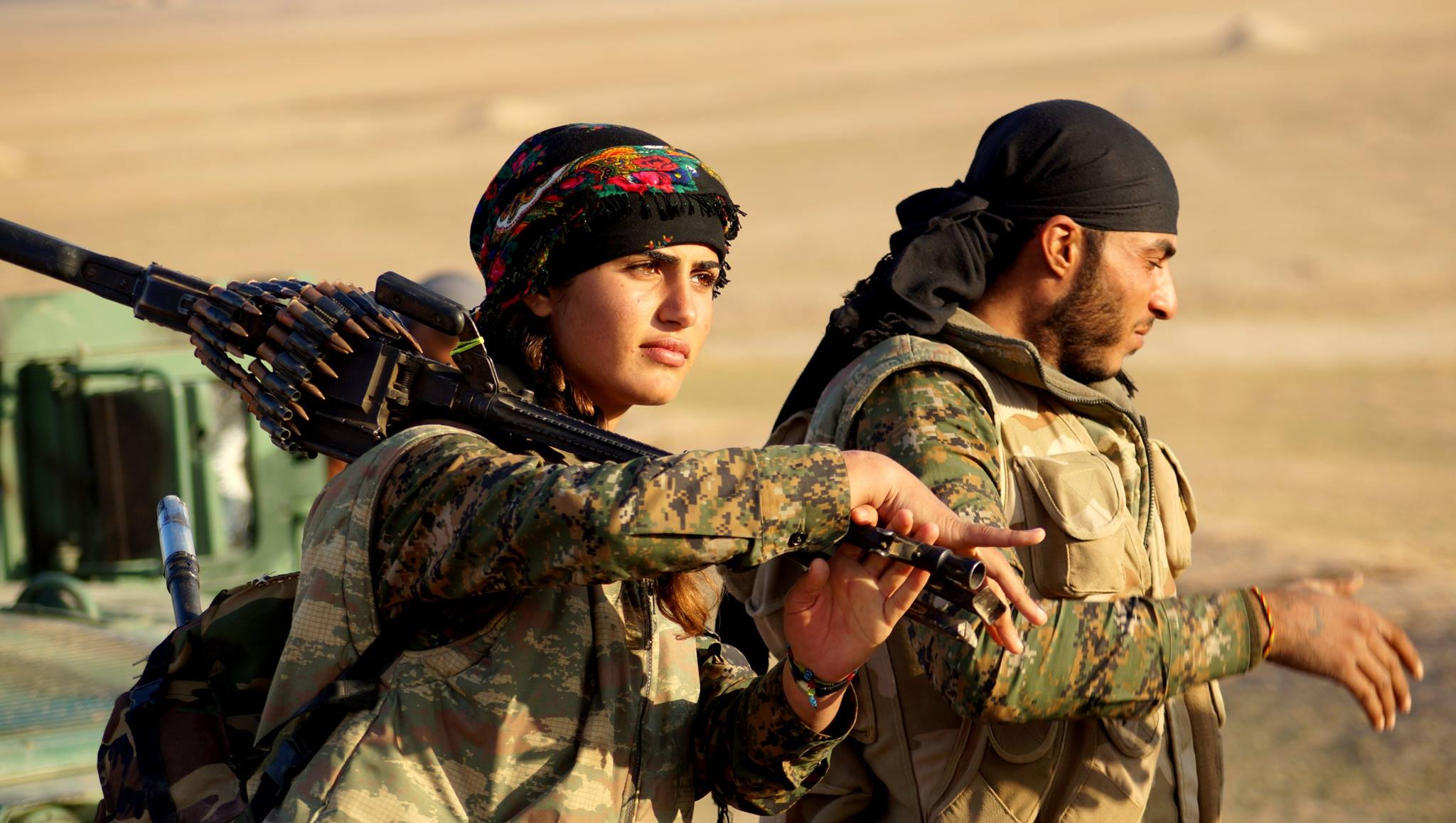
مقاتلة كردية في صفوف وحدات حماية المرأة.